# Televisa
Grupo Televisa es una empresa mexicana de medios de comunicación, destacada como la mayor compañía productora de contenido audiovisual en el mundo de habla hispana. Constituida como un conglomerado de empresas relacionadas con las comunicaciones y el entretenimiento, incluye en su composición: la producción, transmisión y distribución internacional de programas de televisión, a través de señales televisivas de recepción libre y de pago —por cable, satélite y en línea—; publicación y distribución de revistas; producción y transmisión de programas de radio, espectáculos deportivos, culturales y entretenimiento en vivo; producción, distribución y doblaje de películas, operación de servicios de telefonía fija e Internet, participación en la industria de juegos y sorteos, un club de fútbol y un estadio de fútbol multipropósito.
Televisa opera una red de 224 estaciones de TDT a nivel nacional, además de alrededor de 30 estaciones afiliadas a alguna de sus señales. Las señales principales de TDT que transmite Televisa a nivel nacional son «Las Estrellas», «El 5*», «El NU9VE» y «N+ Foro»; posee 26 canales de televisión por cable agrupados en «Televisa Networks»; y varias estaciones con contenido local o regional que forman la red conocida como Televisa Regional. Su presencia internacional se extiende en al menos 50 países.
El 31 de enero de 2022, Grupo Televisa concretó la fusión con la empresa estadounidense Univision Communications, amplificando y consolidando la organización de medios más grande de habla hispana en el mundo, con el propósito de competir con las principales plataformas de streaming. La cadena mexicana agregó 12 millones de espectadores y ganó seis puntos de «share» con el surgimiento de TelevisaUnivision.

## Historia

### Antecedentes

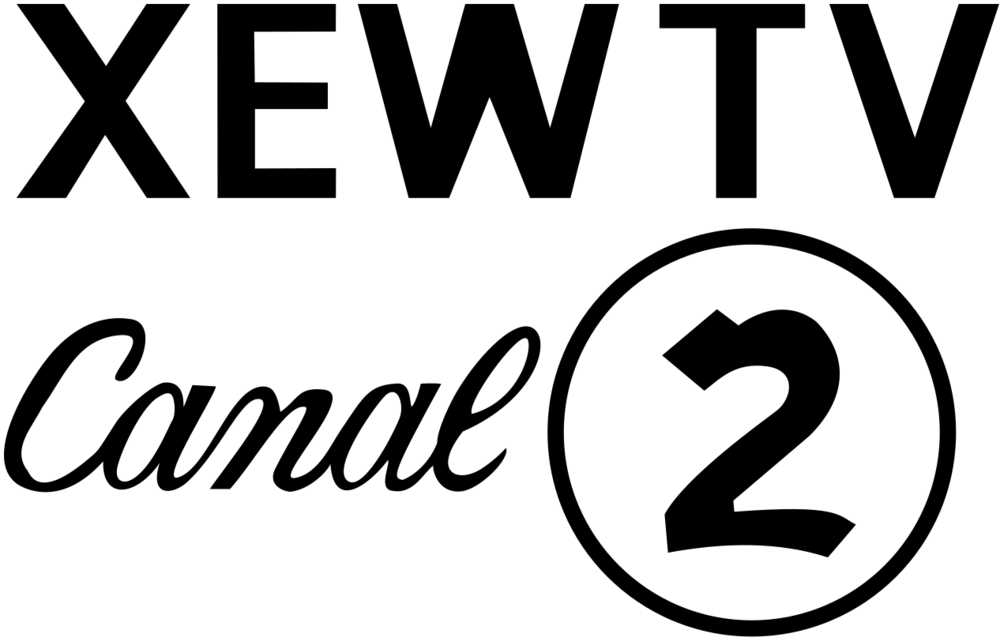
Logo del canal 2, la segunda señal comercial de México, propiedad de Emilio Azcárraga Vidaurreta.

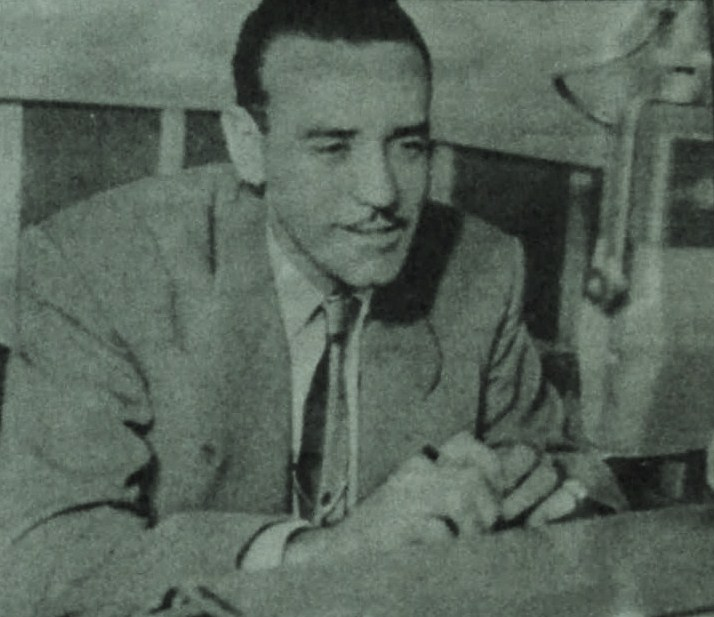
El cronista Pedro Septién, fue el narrador del primer programa de la estación, el 21 de marzo de 1951.

En 1946, luego del inicio del gobierno de Miguel Alemán Valdés, Emilio Azcárraga Vidaurreta fundó la organización «Televisión Asociada», una organización de empresarios latinoamericanos que presionaran a los gobiernos locales, por la obtención de concesiones para la formación de cadenas comerciales de televisión. Azcárraga Vidaurreta, fundador y propietario de la principal estación de radio en el país (la XEW-AM, fundada en 1930), entregó solicitudes de concesión a la secretaría de comunicaciones y obras públicas apenas iniciado el sexenio; el empresario tamaulipeco había conocido la televisión en la Feria Mundial de Nueva York de 1939. El presidente Miguel Alemán ordenó en 1948 un informe de diagnóstico y viabilidad para la televisión en México, teniendo como principal objetivo la decisión del modelo a seguir, siendo las alternativas, el modelo europeo de monopolios estatales (como la BBC del Reino Unido) o el estadounidense de cadenas privadas (NBC, CBS y ABC). El mandatario mexicano se decantó por el modelo privado por tres factores, la visión capitalista de su régimen, continuar el modelo de las radiodifusoras mexicanas basadas en la publicidad y el contenido generalista, y su pretensión personal de ser parte del negocio.
Sin embargo, la antipatía personal del presidente por Azcárraga, y su cercanía con uno de los empresarios contendientes de la primera concesión, lo llevaron a retrasar el acceso del empresario radiofónico. En 1949 fue otorgada a Rómulo O´Farril Silva la primera concesión para un canal de televisión y así surge XHTV-TV, Canal 4; estación que realizó la primera transmisión de televisión en la historia de México con el IV Informe de Gobierno de Miguel Alemán Valdés el 1 de septiembre de 1950.
Ese mismo año se entregó la segunda concesión, esta vez para Azcárraga Vidaurreta, que obtuvo la cadena XEW-TV, el canal 2; cuya primera transmisión formal en la historia, fue un evento deportivo el 21 de marzo de 1951; un juego de béisbol entre Diablos Rojos del México y Azules de Veracruz en el Parque Delta de la Ciudad de México. En esa transmisión estuvieron: Roberto De la Rosa (camarógrafo), Roberto Kenny (productor), Germán Adalid (asistente) y Pedro Septién (narración).
El 10 de febrero de 1952 el canal 2 inauguró sus instalaciones en la Ciudad de México, llamadas «Televicentro», ubicadas en avenida Chapultepec. El 10 de mayo de 1952, inicia sus emisiones la tercera concesión en el país, otorgada a Guillermo González Camarena, prolífico inventor y promotor de las tecnologías de la televisión. Esa concesión fue para el Canal 5, XHGC-TV.

### Telesistema mexicano

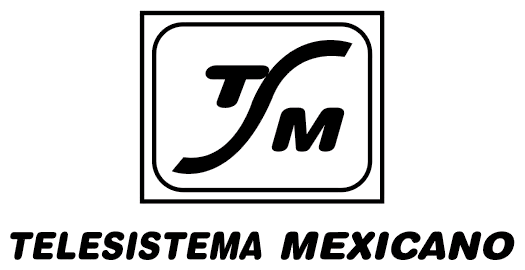
Logo de Telesistema Mexicano.

La relación cercana de la XEW radio con las figuras del cine y la música mexicana del momento, permitió al canal 2 acceder a personajes destacados del entretenimiento para hacer frente a su competidor el canal 4; esto se sumó a la experiencia de Azcárraga en la construcción de infraestructura de radiodifusión, para facilitar el crecimiento del canal, que inauguró una estación repetidora a finales de 1951 en Altzomoni, para extender sus transmisiones a las ciudades de Puebla y Cuernavaca, e inició la construcción de otra en el Cerro El Zamorano para iniciar la distribución de su señal en Querétaro y Celaya. Azcarrága, ya había comenzado las gestiones para operar estaciones receptoras en Veracruz, Guadalajara, Tampico, Torreón y Monterrey, ciudades elegidas por ser, ese momento, las más pobladas del país. La competencia empezó a descapitalizar a las tres cadenas, que iniciaron trabajos de colaboración para ahorrar costos, tales como el compartir instalaciones receptoras y eventos transmitidos. Por ejemplo, entre el 5 y el 20 de marzo de 1954 XEW Canal 2 compartió transmisiones con su competidor Canal 4, de los VII Juegos Centroamericanos y del Caribe que se desarrollaron en la Ciudad de México.
En medio de esto el canal 5 comenzó a recibir financiamiento de Othón Vélez, amigo cercano a la familia Azcárraga, para poderse sostener, el propio Guillermo González Camarena, a finales de los años 1940 había recibido apoyo en sus investigaciones por parte de Azcárraga Vidaurreta; estas situaciones acercaron al canal 5 con el canal 2, que operaba bajo la razón social de «Televimex». En tanto el canal 4 de la familia O'Farrill, dependiente de la estructura de poder alemanista, perdió su capacidad de maniobra cuando el gobierno de Adolfo Ruiz Cortines dejó de apoyar a la cadena. Todo lo anterior llevó a la decisión de fusionar las tres señales en una sola compañía. La fusión se concretó el 26 de marzo de 1955, bajo el nombre de Telesistema Mexicano; no obstante los tres canales comenzaron transmisiones simultáneas días antes, cuando compartieron la señal de los II Juegos Panamericanos celebrados en la Ciudad de México entre el 12 y 26 de marzo. La prohibición constitucional de monopolios privados fue saltada con la anuencia del presidente de la república y mediante una argucia legal, sosteniendo por separado las razones sociales de las tres concesiones.
La unificación de las tres cadenas nacionales moldeó de manera significativa la definición de contenidos para cada canal. La señal principal sería XEW canal 2, no solo por ser la de mayor éxito económico, sino por contar con la mayor cantidad de estaciones repetidoras; en él se ubican las personalidades más destacadas venidas del cine y la radio, y por ello los programas musicales, tele teatros, noticieros y telenovelas se emitirán desde esta señal; Los primeros programas informativos y de variedades tienen como característica singular llevar el nombre de la empresa que los patrocina; la telenovela, uno de los principales productos de la compañía, hizo su debut el 9 de junio de 1958 con «Senda prohibida». El canal 4 fue enfocado al contenido generalista, especialmente de programas de variedades con perfil publicitario, siendo el más destacado «El club del Hogar» que comenzó en 1951 y terminó hasta 1986. El canal 5 fue dirigido al público infantil y juvenil, pero esencialmente a la retransmisión de programas importados de Estados Unidos, la emisión de películas nacionales y extranjeras, así como eventos especiales.

### Deporte y televisión: el éxito de Azcárraga Milmo
El primer partido de fútbol transmitido por televisión en México, fue el correspondiente a la segunda jornada del II Campeonato Panamericano de Fútbol con sede en el estadio de Ciudad Universitaria el 4 de marzo de 1956, entre la selección local y Perú. En aquella ocasión, la expectativa generada por el torneo (el primero de alto nivel organizado en México) se sumó al sobrecupo del inmueble para 73 000 aficionados (entraron poco más de 100 000) y a los cerca de cuarenta mil que se quedaron sin boleto para el partido anterior entre México y Costa Rica del 26 de febrero; para que el Departamento del Distrito Federal, en coordinación con la Federación Mexicana de Fútbol solicitara a Telesistema Mexicano que transmitiera el encuentro. La transmisión se realizó a partir de las 11:50 hora local con la narración de Daniel Pérez Arcaraz y Antonio Andere a través del Canal 5, el patrocinio corrió a cargo de una empresa empacadora y una cervecera, la dirección de Roberto Kenny y se contó con la colaboración de 20 técnicos. El éxito de la emisión, y del torneo en general, cambio el hasta entonces poco interés que despertaba en el medio televisivo, el balompié como producto de difusión.
Luego del éxito televisivo que resultó la transmisión del II Campeonato Panamericano de Fútbol en 1956, Emilio Azcárraga Milmo vislumbró el potencial comercial que resultaría el balompié en México, por lo que inició una larga trayectoria como empresario vinculado a este deporte, planteándose como principal objetivo conseguir para el país la sede de la Copa Mundial de Fútbol. Su primera iniciativa fue adquirir en propiedad a uno de los equipos más importantes de México, el Club América, el 22 de julio de 1959; a partir de 1961 haría mancuerna con el también empresario, y recién contratado presidente del club, Guillermo Cañedo de la Bárcena, para reconfigurar a la institución de manera deportiva, económica y mediática, para acrecentar su relevancia, y que sirviera de punta de lanza para la masificación del fútbol por medio de la televisión.
Sería el mismo Cañedo quien convenció a Azcárraga, que una buena estrategia para conseguir su objetivo final de obtener la sede de la Copa Mundial de Fútbol de 1970, era la construcción de un estadio de grandes magnitudes. En 1962 inició la edificación del Estadio Azteca a cargo del arquitecto Pedro Ramírez Vázquez; para poder financiar la obra, Azcárraga creó la empresa Fútbol del Distrito Federal S.A de C.V. al lado de los propietarios de los clubes Atlante Fernando González y Necaxa Julio Orvañanos. El estadio para 110 000 espectadores, fue inaugurado el 29 de mayo de 1966 y posteriormente sirvió como piedra angular del proyecto que obtuvo la sede de la Copa del Mundo.
Además del estadio, buena parte del éxito de la candidatura se debió a la innovadora estrategia de asegurar la transmisión en vivo, vía satélite y a color del futuro mundial, gracias a la alianza de la familia Azcárraga y la empresa Telesistema Mexicano con Cañedo. La empresa mexicana dio muestra de su capacidad técnica cuando en la Copa del Mundo Chile 1962, con la adquisición de estaciones móviles de videocinta (tecnología que permitió grabar señales de televisión), se grabaron los tres partidos de la Selección de fútbol de México y fueron enviados en avión desde Chile hasta México para su transmisión diferida. El uso de este sistema favoreció la internacionalización del evento y la cadena, pues varias compañías extranjeras adquirieron las copias de los juegos para retransmitirlas en sus lugares de origen.
En el marco de la obtención por parte del país de las sedes de los dos eventos deportivos más importantes del mundo, los Juegos Olímpicos de México 1968 y la Copa Mundial de Fútbol de 1970, Telesistema Mexicano sería la cadena de televisión local responsable de la producción y emisión de la señal internacional. Ante ello, Azcárraga gestionó con el presidente Gustavo Díaz Ordaz, la inversión público-privada para la construcción y lanzamiento de un satélite mexicano que cubriera la demanda que generarían ambos eventos, esto en el contexto del nacimiento de la televisión vía satélite, de la que la empresa ya había sido parte en los Juegos Olímpicos de Tokio 1964. No obstante, no se consiguió el apoyo del presidente, que en cambio ofreció ampliar la red de estaciones de microondas y repetidoras a nivel nacional, así como adquirir acciones del sistema Intelsat, que permitiría hacer uso del satélite Early Bird para cubrir los magnos eventos que albergaría el país. Telesistema Mexicano contribuyó en los dos eventos históricos, pues cada edición significó la primera transmisión a color vía satélite de unos Juegos Olímpicos y una Copa Mundial de Fútbol.

### Surgimiento de Televisa: Internacionalización y apogeo

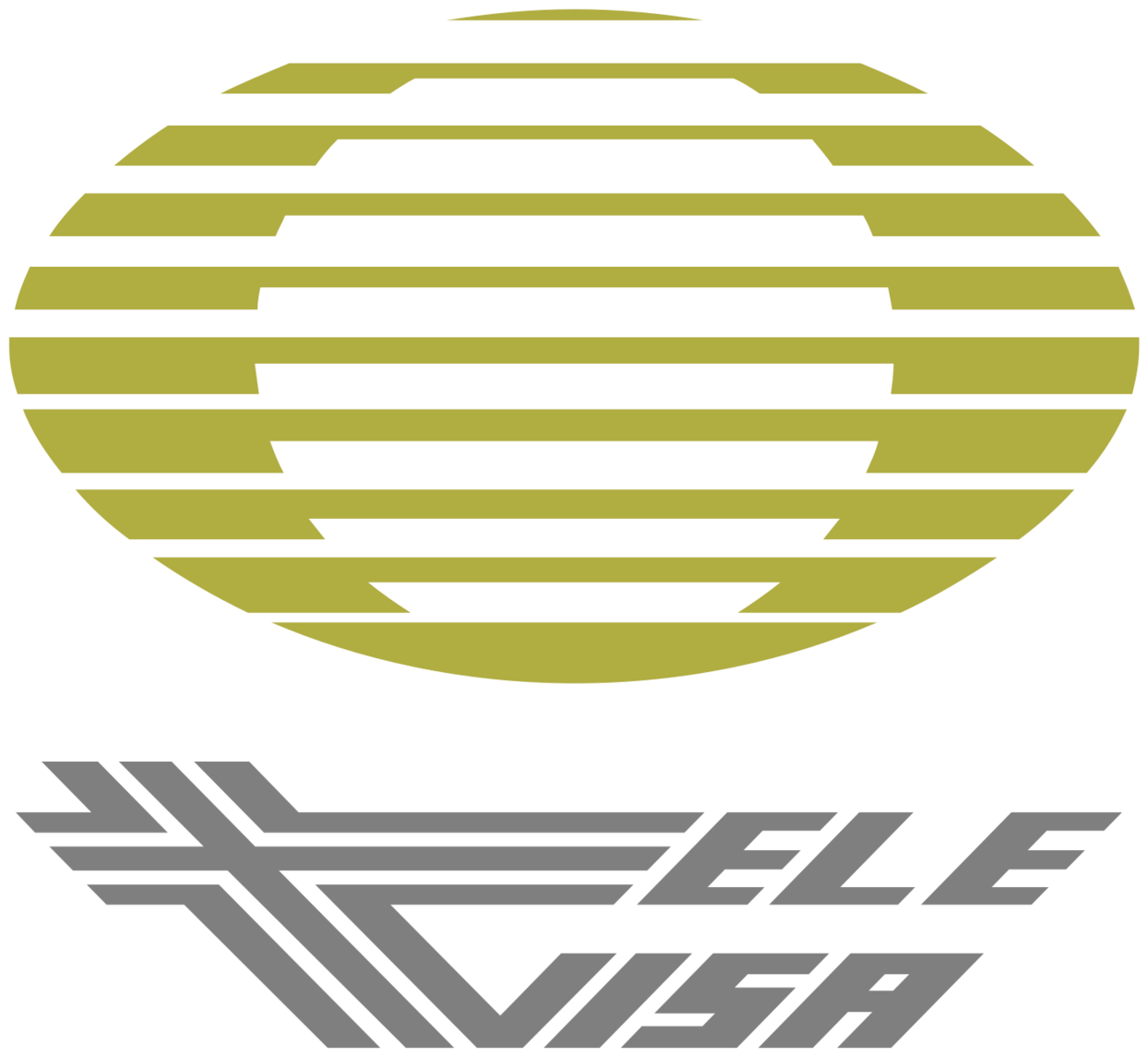
Primer logo de Televisa, entre 1973 y 1980.

Para finales de la década de 1960, Telesistema Mexicano (TSM) se había consolidado como la única cadena nacional de televisión, su expansión en el país a través del sistema de afiliación, mediante el cual las estaciones locales integraban los contenidos de TSM para poder subsistir, opacaba cualquier intento de una cadena en el interior de la república por expandirse o competir. Al tiempo de haber forjado desde la década de 1950, una alianza implícita con el régimen priísta, para homogeneizar la identidad nacional mediante programas de televisión que difundieron valores identitarios comunes. La participación de la televisión como formador social lo ligó al estado mexicano, que favoreció los intereses de la empresa a cambio de que esta sostuviera dicha línea editorial. De la misma forma, el resto de las industrias de la comunicación y el entretenimiento (radio, cine, teatro, música, publicaciones impresas, etc.) sostenían su relevancia siendo partícipes del contenido televisivo. No obstante, en ese momento la influencia de TSM era aún limitada, a pesar de la multiplicación de estaciones, el alcance de los aparatos televisores entre la población era un lujo poco accesible a las mayorías. 
En 1968 surgió la primera competencia real para la compañía de la familia Azcárraga. El Grupo Monterrey, conglomerado de empresas regiomontanas, encabezadas por la familia Garza Sada, y que operaba estaciones locales desde 1965, obtuvo la concesión de XEQ Canal 8, cuya empresa titutar era Televisión Independiente de México (TIM), la primera cadena nacional ajena a TSM, pues al iniciar transmisiones el 25 de enero de 1969 en la Ciudad de México, tenía suficientes antenas repetidoras en la república para competir a los tres canales del monopolio. También en 1968, específicamente el 1 de septiembre, había iniciado transmisiones XHDF Canal 13 propiedad de Grupo Radio Centro de Francisco Aguirre, sin embargo la estación solo transmitía en la capital del país.
A diferencia de las experiencias de los canales 4 y 5 que no pudieron hacer frente a Canal 2, el canal 8 se halló en la posibilidad económica de atraer figuras del entretenimiento, anunciantes destacados y utilizar la amplia infraestructura que había construido en el último lustro. Ante ello, el heredero del consorcio Emilio Azcárraga Milmo, implementó tres estrategias clave para mantener el liderazgo en la industria. 
Primero, el 19 de enero de 1971 fundó la Organización de Televisión Iberoamericana, una alianza de las cadenas de radio y televisión en la región, para gestionar de mejor manera la importación y exportación de producciones, incluida la compra de derechos para eventos deportivos internacionales. 
Lo segundo, fue impulsar en el seno de la compañía una medida innovadora, en el contexto de la televisión mexicana, la de lograr que Telesistema Mexicano se encargara por completo de la producción de programas, haciendo que se suscitara un cambio en el rol con los anunciantes, que ahora no podrían tener injerencia en la programación, y la empresa sería la vendedora de los espacios de publicidad. La medida permitió la producción masiva de contenidos como telenovelas, noticieros, programas de concursos, cómicos y de variedades. 
La tercera medida, la internacionalización de su contenido, fue consecuencia de las dos primeras, la exportación a diversas regiones del mundo de los contenidos producidos en la empresa. Emilio Azcárraga Vidaurreta ya había dado pasos de esto desde 1962 cuando inició la colaboración de la empresa mexicana con Univisión, entonces un canal pequeño estadounidense de contenido en español; su hijo amplió la inversión en dicho canal e introdujo el contenido de TSM en las cadenas de cable fronterizas; hecho facilitado con la fundación de «Cablevisión» en 1966. 
En este periodo iniciaron transmisiones cuatro de los programas insignia de la empresa: «En Familia Con Chabelo» (1967-2015) con Xavier López "Chabelo", «Siempre en Domingo» (1969-1998) con Raúl Velasco, «24 horas» (1970-1998) con Jacobo Zabludovsky y «El Chavo del 8» (1973-1980) con Roberto Gómez Bolaños.
Sin embargo, ante los desafíos que plantea la poca infraestructura del país para operar canales de televisión de alcance nacional, los elevados costos de producción de TIM y la confrontación con el presidente Luis Echeverría, incentivó a la familia Azcárraga a buscar un acuerdo de asociación con su cadena competidora. El acuerdo se firmó el 8 de septiembre de 1972, que terminó siendo uno de fusión el 28 de noviembre del mismo año; en ese contexto el día 25 de septiembre falleció Emilio Azcárraga Vidaurreta, asumiendo la presidencia de la empresa su hijo Emilio Azcárraga Milmo. El 8 de enero de 1973 da inicio oficial la empresa Televisión Vía Satélite S.A., utilizando comercialmente el acrónimo TELEVISA, cuya participación accionaria sería del 75% de TSM y 25% de TIM.
La fusión de ambas empresas y las tres estrategias del llamado «Tigre Azcárraga» se complementaron con un fenómeno inesperado, la explosión demográfica de las décadas de 1970 y 1980, que permitieron la definitiva masificación de la televisión a nivel nacional; Con ello, la naciente Televisa terminó por ubicarse como la mayor cadena de medios de comunicación en el mundo de habla hispana.
El éxito económico de la cadena de televisión y la penetración de sus producciones, le permitió integrarse de manera parcial o completa a otros sectores de negocios, principalmente vinculados con el entretenimiento, como lo fueron productoras de cine, teatro y música, editoriales, agencias de talento artístico, distribuidoras, compañías de doblaje entre otras. En virtud de su posición casi monopólica de la televisión mexicana, Televisa emprendió su ingreso a los mercados hispanoparlantes, especialmente en Hispanoamérica y entre los hispanos de Estados Unidos, usando como estrategia la constante adaptación de los modos y estilos de la industria del entretenimiento estadounidense, en los producciones mexicanas.
En 1976, adquiere acciones del «Spanish International Communication Corporation» de los Estados Unidos, para ampliar la red de Univision, con las estaciones en Los Ángeles, Nueva York y San Antonio lo que permitió llegar al público de habla hispana en mayor cantidad. En los años 1970, Televisa llevó su programación a Europa, instalando en España la agencia Iberovisa. En los años 1980 abrió en Países Bajos la filial Eurovisa, con el objetivo de extender el impacto de los contenidos en el viejo continente.
En 1988 se lanza el canal internacional Galavisión, a través de una red de enlaces con cinco satélites, transmitiendo telenovelas, variedad, deportes y noticias a todo el mundo. El mismo año surge «ECO», primer sistema de noticias 24/7 en español vía satélite para toda América, Europa y el norte de África. A principios de la década de 1990, Televisa entró a cotizar en la Bolsa Mexicana de Valores y para el año de 1993 en la Bolsa de Nueva York, dándole mayor solidez.
En 1992 Televisa adquirió un importante paquete accionario del canal peruano América Televisión. Durante este periodo, sus producciones ficción emitidas por ese canal han tenido cierto éxito en la televisión peruana, en que también se formaron siete producciones originales de ese país.
En 1995 Televisa establece una alianza con News Corporation, O Globo y Tele Comunications Internacional Inc., para formar «Sky» y prestar de manera conjunta el servicio de televisión directa vía satélite (DTH) en Latinoamérica. Así mismo se lanza VISAT (Visión Satelital) la división de producción y distribuidor de señales de televisión de paga.

### Restructuración y competencia

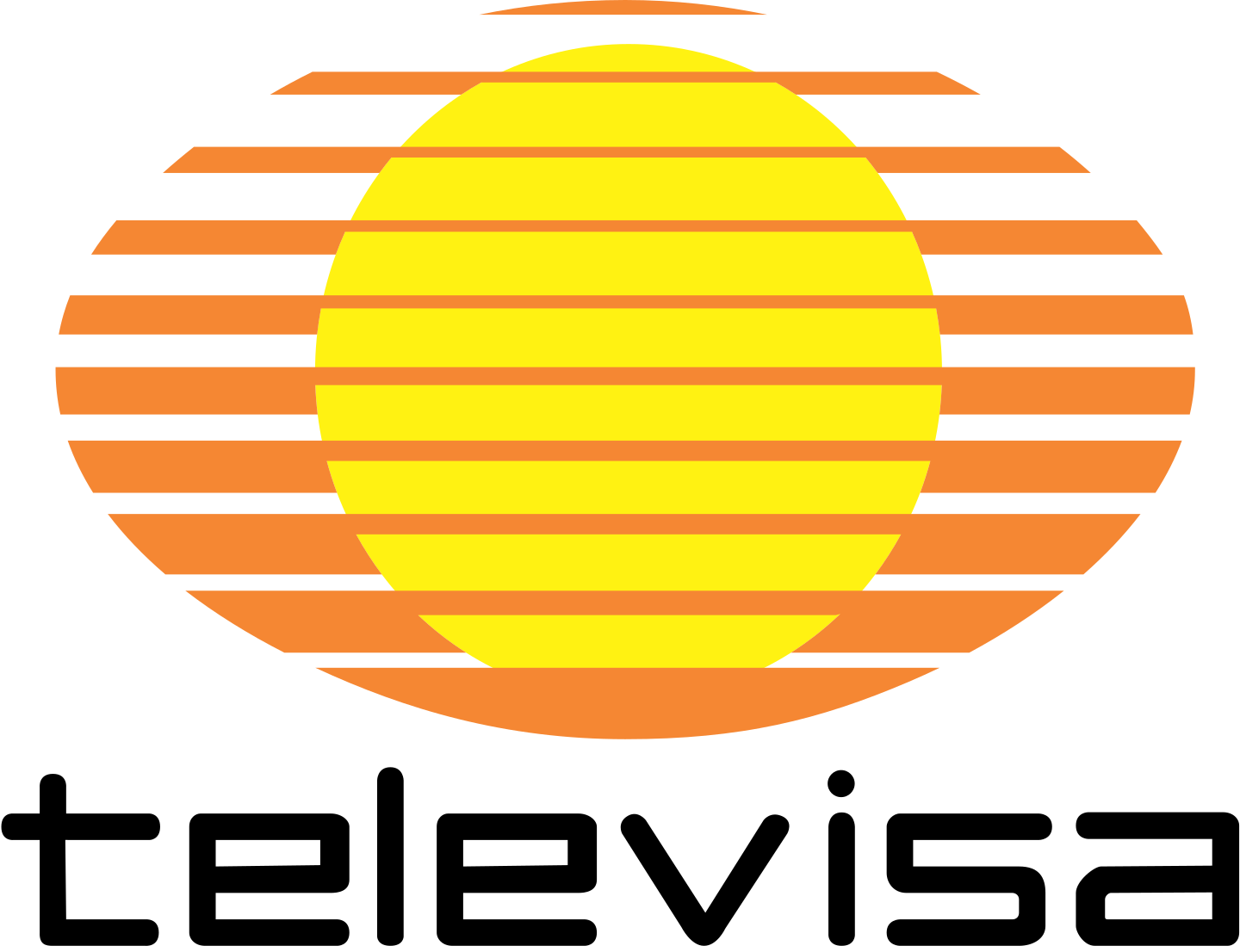
Logo de Televisa en la década de 1990. El auge de esta empresa en las últimas décadas del, es el factor determinante en la historia de la televisión mexicana.

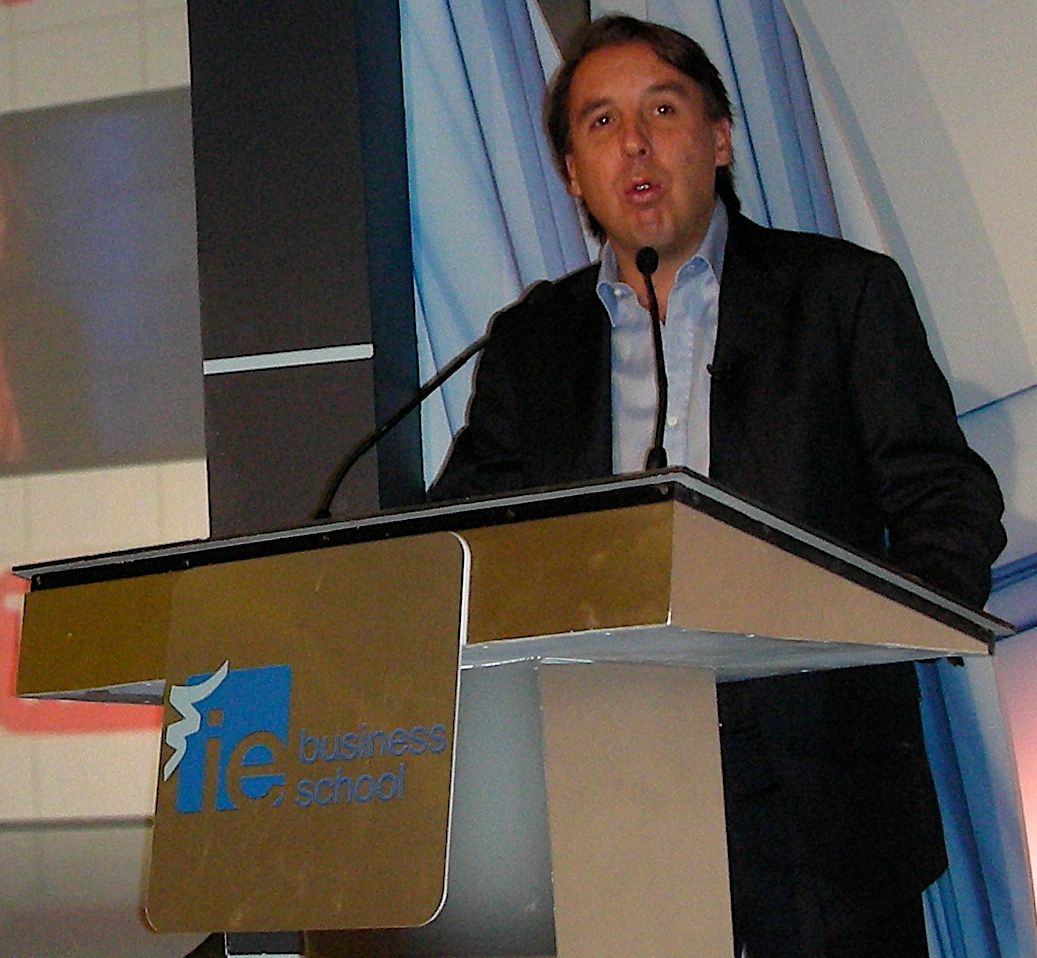
Emilio Azcárraga Jean, el tercero de una dinastía que ha definido históricamente el mercado de la televisión en México. Su estrategia de diversificación de contenidos a finales de los años 1990, moldeó la llamada «Guerra de las televisoras».

Desde principios de la década de 1990, aun en pleno auge de su liderazgo en la industria y sus negocios conexos, la empresa comenzó a sufrir reveses. En 1989, después de la suspensión de selección mexicana del mundial de Italia 1990, dictaminada por la FIFA en 1988, luego del caso "cachirules, la Federación Mexicana de Fútbol se reestructuró, y entre sus modificaciones estuvo la de asumir en propiedad los derechos de televisión de toda la Primera División; las disputas con Televisa, defensora del modelo de libre negociación en lo individual, ocasionaron su retiro provisionalmente de las transmisiones (salvo con sus equipos propiedad). En 1992 iniciaron una serie de disputas familiares por el control de la empresa entre las familias Cañedo, Burillo y Diez Barroso que minaron el éxito de algunos proyectos. 
En 1993 apareció TV Azteca, compañía competidora que había adquirido las señales de los canales 7 y 13, antes en posesión del gobierno; a diferencia de la empresa paraestatal, la nueva cadena privada (en una situación parecida al surgimiento de TIM en 1969) contaba con los recursos y mecanismos para restar audiencia al emporio televisivo y atraer incluso a varias de sus figuras. Ya desde 1988 Azcárraga Milmo había planteado modificar la línea editorial de Televisa para desvincularse del régimen priísta, visualizando una eventual transición; por lo que durante el sexenio salinista, Televisa tuvo varios desencuentros con el mandatario, mismos que continuaron con Ernesto Zedillo, luego de que directivos de la empresa se enfrentaron con él cuando era jefe de campaña de Luis Donaldo Colosio. Finalmente la crisis de 1994 fue la que más duramente golpeó a la empresa, pues tuvo que asumir la deuda más grande de su historia, ante la reducción de sus audiencias y la pérdida de participación en los mercados de comunicación y entretenimiento que antes dominaba.
El 3 de marzo de 1997 Emilio Azcárraga Milmo cedió la presidencia de Televisa a su hijo Emilio Azcárraga Jean, quién dirigirá la empresa al lado del hijo de Guillermo Cañedo de la Bárcena (fallecido en enero de ese año), Guillermo Cañedo White como presidente del Consejo de Administración y Alejandro Burillo Azcárraga como responsable de contenidos. El 16 de abril falleció Azcárraga Milmo, y en ese momento inició un proceso de restructuración de la empresa para enfrentar la competencia de TV Azteca, los problemas económicos y la nueva realidad como un ente de poder disminuido. Azcárraga Jean integró como su grupo más cercano de operaciones a Bernardo Gómez Martínez (como enlace político de la empresa), Alfonso de Angoitia (como operador financiero) y José Bastón (como estratega de contenidos); este grupo conocido coloquialmente en el medio como «los cuatro fantásticos» comenzó a desplazar a Cañedo y Burillo en la toma de decisiones, hasta incentivar la salida de ambos a principio de la década de 2000. 
No obstante ambas administraciones permitieron la renovación de la empresa; entre los cambios más destacados estuvieron, la transformación de la línea editorial de la empresa, más abierta y plural; diversificar la barra de contenidos creando divisiones especializadas (Televisa Deportes, Televisa Niños, Televisa Música, Televisa Espectáculos, Televisa Networks, Televisa Radio, Televisa Cine, etc.); reestructuración, alianza con otros entes o venta de las áreas de negocios ajenas a la televisión; intensificar la presencia en la televisión restringida y reconfiguración de las exclusividades. Con menor fuerza que en el pasado, pero estos cambios le permitieron a la compañía en la década de 2000 sostenerse como líder en generación de contenido en México y el mundo de habla hispana.

### Crisis de contenidos, credibilidad y la llegada de nuevas tecnologías
La primera década del siglo XXI, en plena restructuración, esta se desarrolló en medio de dos fenómenos, la expansión del acceso a sistemas de televisión restringida (cable y satelital), acelerando la competencia de la empresa en el mercado internacional; y la masificación del internet, que cambió el paradigma de las telecomunicaciones, incluida la generación de contenidos, la divulgación informativa y la promoción artística, puntos fuertes de la televisión de finales del siglo XX. Al primer fenómeno Televisa le hizo frente adquiriendo nuevas compañías cableras para conservar la preponderancia del mercado, aunque sus programas no compitieron de manera efectiva con los extranjeros, recuperó ingresos por concepto de suscripción y publicidad; también invirtió en la compra de derechos exclusivos para grandes eventos internacionales o producciones de alcance internacional que fungieron como "ancla" para la contratación de sus sistemas de TV restringida por televidentes y patrocinadores. Al segundo fenómeno lo enfrentó de una manera más discreta ampliando los servicios de su portal de internet «Esmas.com» y creando el primer servicio de televisión en línea en México «Tvolución.com».
En ese contexto se presentó una innovación en el mercado de las telecomunicaciones, el denominado «Triple play», es decir la distribución unificada de servicios de telefonía, internet y televisión en un mismo paquete. Las disputas políticas con sus competidores, especialmente con América Móvil de Carlos Slim, retrasaron para todo el mercado mexicano, el acceso a dicho servicio. Todos los competidores se vieron obligados a formar alianzas o utilizar negocios alternos para poder ofrecer el codiciado servicio triple. Televisa no lo concretaría hasta la creación de izzi en 2014.
Desde la década de 1980 ya existían antecedentes de grupos opositores al gobierno y medios independientes que cuestionaban la línea editorial de la empresa o documentan sus vínculos con el poder político, fue hasta inicios del siglo XXI que la expansión de medios independientes y alternativos en la televisión, la prensa y el internet, permitieron una notoriedad pública de las polémicas y controversias de la compañía. Televisa se vio involucrada en coyunturas significativas para el país: el cabildeo para disminuir el peso del estado en las transmisiones privadas y con ello aumentar los ingresos de las televisoras en 2002, y un procedimiento similar para reformar las leyes en la materia en 2006, para acceder sin restricciones al espacio radioeléctrico ante la eventual llegada de la señal digital (la llamada "Ley Televisa"); la participación de sus programas noticiosos y de debate en campañas de desinformación en el contexto de los «Videoescándalos de 2004», el desafuero de López Obrador en 2005 y las controversias en la campaña y las acusaciones de fraude electoral de 2006.
Sin embargo, sería la década de 2010 la de mayor choque para la empresa, pues aparecieron dos factores de cambio tecnológico global que cimbraron las industrias de telecomunicaciones y entretenimiento. Por un lado, surgieron las redes sociales, que cambiaron el paradigma del acceso y divulgación de información, restando el impacto, influencia y credibilidad de los medios tradicionales, especialmente la televisión. Por otro lado aparecieron las plataformas de «Streaming» que modificaron el enfoque e inmediatez de los contenidos de televisión. A lo anterior se suma que, a pesar de que la reforma en telecomunicaciones de 2013 le permitió conservar un sitio preponderante en la industria y facilitar su transición a la era digital, los sucesos del proceso electoral de 2012, que la vincularon, como nunca antes, con una presunta imposición mediática en la presidencia de la república, ya habían llevado a un pico de descrédito al otrora monopolio televisivo.

### Nueva restructuración

Logo de TelevisaUnivision.

Logo de Vix.

En el año 2017 Emilio Azcárraga Jean deja el cargo de presidente y director general de Televisa, para asumir el cargo de presidente ejecutivo del Consejo de Administración de Grupo Televisa. Alfonso De Angoitia y Bernardo Gómez son nombrados copresidentes ejecutivos de Televisa, reportando directamente al Consejo de Administración.
Este fue el inicio de un proceso de transformación de Televisa, que se enfocó en la diversificación de sus contenidos, para dirigirlos al denominado «mercado de la nostalgia» que constituyen los millones de mexicanos e hispanos que residen en Estados Unidos. El 31 de enero de 2022 se concretó la fusión con la empresa estadounidense Univision Communications, amplificando y consolidando la organización de medios más grande de habla hispana en el mundo, con el propósito de competir con las principales plataformas de streaming, la nueva señal se llamaría TelevisaUnivision y sería acompaña de la plataforma «Vix» el 31 de marzo del mismo año.
El 20 de febrero de 2024 inició operaciones en la Bolsa Mexicana de Valores, la empresa Grupo Ollamani, ente financiero escindido de Grupo Televisa para alentar la inversión en varias áreas del consorcio, como el Club América, el Estadio Azteca, Editorial Televisa, Play City e Intermex. Esto como parte de la estrategia de la empresa propietaria para dar autonomía financiera al club, la editorial, la casa de juegos y la distribuidora de publicaciones, así como poder solventar los gastos de remodelación del inmueble capitalino de cara a la Copa Mundial de Fútbol de 2026.
En 2024, Emilio Azcárraga Jean toma permiso para dejar la empresa de manera temporal, esto para tratar de resolver las investigaciones del Departamento de Justicia de Estados Unidos, relacionadas con la FIFA en el caso Fifagate. La licencia fue aprobada y Azcárraga deja su cargo como CEO de Televisa después de 27 años. Este fue sustituido por el empresario Alfonso de Angoitia. Unos días después, el magnate regiomontano David Martínez compró el 7,8% de la acciones de la compañía.

## Empresas de Grupo Televisa

### TelevisaUnivision
La fusión de Televisa y Univisión, el 31 de enero de 2022, unificó la producción, emisión y distribución de los contenidos de televisión de ambas compañías en el conglomerado TelevisaUnivision; esto incluye las cinco señales abiertas de México, las dos de la cadena hispana en Estados Unidos, una plataforma de streaming y los canales restringidos de Televisa Networks y Univision.

#### Señales de televisión abierta en México
En televisión abierta, Televisa mantiene un sólido liderazgo en el mercado mexicano, con cuatro señales que distribuye vía TDT. Las señales principales que transmite, a nivel nacional son Las Estrellas y El 5* en dos redes principales; El NU9VE y N+ Foro en subcanales digitales, además de varias estaciones con contenido local o regional que conforman a Televisa Regional.
| Las Estrellas                       | El 5*                   | N+ Foro                          | El NU9VE  |
| Lo tienes que ver con las Estrellas | 5inControl SensacionEs5 | Siempre en vivo, Siempre contigo | Todo tuyo |

- Las Estrellas: Comenzó transmisiones el 21 de marzo de 1951, es la marca más visible y extendida de la empresa, icónica en la conformación de su historia y trayectoria. Es el canal de televisión abierta con más estaciones en el territorio nacional y el de mayor audiencia. Se caracteriza por emitir los contenidos estelares de la empresa tales como noticieros principales, telenovelas, programas cómicos y musicales, realities y eventos internacionales.[64][65]
- El 5*: Inició transmisiones el 10 de mayo de 1952; el segundo canal con más estaciones y audiencia en el país, enfocado históricamente a la retransmisión de contenido extranjero, así como tradicionalmente al público infantil y juvenil, es el canal alterno de la empresa para la cobertura de eventos internacionales.[66][67]
- N+ Foro: Comenzó transmisiones el 1 de septiembre de 1950, siendo el canal más antiguo de México. El original canal 4, es la señal con mayor cantidad de modificaciones en su contenido y perfil; fundado como un canal generalista que prioriza los contenidos con enfoque publicitario, comenzó a perder presencia ante las dos cadenas principales, incluso no concretó nunca el alcance nacional de estas, por lo que entre las décadas de 1970 y 1980 su contenido fue el de retransmitir el de su pares, la emisión de películas de la época de oro del cine mexicano y recolocar programas en su señal que no tenían espacio en las otras dos. Bajo los nombres de «Central 4» (1997-2001) y «4tv» (2001-2010) se convirtió en una señal exclusiva de contenido para la Ciudad de México, aunque también la expansión de la televisión restringida le permitió tener la mayor exposición de su historia. En 2010 se transformó en el canal de noticias 24/7 de Televisa bajo el nombre ForoTV.[66][67]
- El NU9VE: Inició transmisiones el 25 de enero de 1969 como XHTM Canal 8 de TIM. Mantuvo su programación generalista (noticieros, cómicos y variedades), luego de la fusión de TIM y TSM; tuvo una relevancia mayor al canal 4 por tener mayor cantidad de estaciones repetidoras. En 1980 se transformó en el canal cultural de Televisa, emitiendo sin cortes comerciales. En 1985 se trasladó a la frecuencia de canal 9, cuando la reactivación del canal 7 del gobierno complicó la distribución técnica de su señal. El 19 de noviembre de 1990 abandonó su perfil cultural, su enfoque volvió a ser generalista, incluyendo también la retransmisión de algunas señales regionales de la empresa y los contenidos coproducidos por Televisa y Univisión, así como los archivos de la videoteca en la compañía.[66][67]

#### Señales de televisión abierta en Estados Unidos
| Univisión | UniMás |

#### Vix
Vix es la plataforma de televisión en línea y Video bajo demanda de TelevisaUnivision; contiene todos los canales del conglomerado y el archivo de las producciones audiovisuales de Televisa, Univisión y otras casas productoras.

#### Televisa Networks
Televisa Networks es la división de la empresa encargada de la producción, emisión y distribución de los canales en los sistemas de cable, ofreciendo una destacada variedad de producciones originales, retransmisiones de éxitos, eventos deportivos y musicales, relevantes títulos de películas nacionales e internacionales.

##### Canales de Televisa Networks
| Logotipo                      | Nombre                                                         | Programación | Inicio de transmisiones  |                 |                 |                 |                 |                 |
| Entretenimiento               | Entretenimiento                                                | Entretenimiento | Entretenimiento          | Entretenimiento | Entretenimiento | Entretenimiento | Entretenimiento | Entretenimiento |
| ----------------------------- | -------------------------------------------------------------- | --- | ------------------------ | --------------- | --------------- | --------------- | --------------- | --------------- |
|                               | Tlnovelas                                                      | Telenovelas | 15 de septiembre de 1997 |                 |                 |                 |                 |                 |
|                               | Unicable                                                       | Programas para el público femenino, telenovelas y series                                                                                             | 1996                     |                 |                 |                 |                 |                 |
|                               | Distrito Comedia                                               | Programas de comedia clásicos, contemporáneos y estrenos                                                                                             | 1 de octubre de 2012     |                 |                 |                 |                 |                 |
|                               | BitMe                                                          | Videojuegos, anime, tecnología | 15 de julio de 2019      |                 |                 |                 |                 |                 |
|                               | BitMe Plus                                                     | Videojuegos, anime, tecnología | 15 de julio de 2019      |                 |                 |                 |                 |                 |
| Música                        |                                                                | |                          |                 |                 |                 |                 |                 |
|                               | Bandamax                                                       | Programas gruperos, videos y eventos musicales | 1 de diciembre de 1996   |                 |                 |                 |                 |                 |
|                               | Telehit Música                                                 | Programas juveniles y videos musicales | 30 de abril de 1994      |                 |                 |                 |                 |                 |
|                               | Telehit Música Plus                                            | Programas juveniles y videos musicales | 30 de abril de 1994      |                 |                 |                 |                 |                 |
|                               | Telehit                                                        | Vídeos musicales y programas de humor para el público joven                                                                                          | 27 de agosto de 1993     |                 |                 |                 |                 |                 |
|                               | Telehit Plus                                                   | Videos musicales y programas de humor (Programación diferente a la de Telehit)                                                                       | 1 de septiembre de 2014  |                 |                 |                 |                 |                 |
| Películas                     |                                                                | |                          |                 |                 |                 |                 |                 |
|                               | De Película                                                    | Cine mexicano clásico, contemporáneo y actual | 22 de enero de 1990      |                 |                 |                 |                 |                 |
|                               | De Película Plus                                               | Variedad de películas mexicanas clásicas remasterizadas y restauradas (Programación diferente a la de De Película)                                   | 2014                     |                 |                 |                 |                 |                 |
|                               | De Película Clásico                                            | Películas mexicanas clásicas |                          |                 |                 |                 |                 |                 |
|                               | Golden                                                         | Películas mexicanas e internacionales | 15 de noviembre de 1991  |                 |                 |                 |                 |                 |
|                               | Golden Plus                                                    | Películas mexicanas e internacionales (Programación diferente a la de Golden)                                                                        | 2010                     |                 |                 |                 |                 |                 |
|                               | Golden Edge                                                    | Películas mexicanas e internacionales y series | 2003                     |                 |                 |                 |                 |                 |
| Deportes                      |                                                                | |                          |                 |                 |                 |                 |                 |
|                               | TUDN                                                           | Eventos y programas de análisis deportivos | 22 de julio de 2019      |                 |                 |                 |                 |                 |
|                               | Adrenalina Sports Network                                      | Deportes extremos | Enero de 2019            |                 |                 |                 |                 |                 |
| Premium y a la Carta          |                                                                | |                          |                 |                 |                 |                 |                 |
|                               | Golden Premier                                                 | Estrenos exclusivos de películas mexicanas e internacionales y series                                                                                | 2014                     |                 |                 |                 |                 |                 |
| Repetidores                   |                                                                | |                          |                 |                 |                 |                 |                 |
|                               | Las Estrellas -1 Hora                                          | Retransmite la programación de Las Estrellas una hora después                                                                                        |                          |                 |                 |                 |                 |                 |
| Las Estrellas -2 Horas        | Retransmite la programación de Las Estrellas dos horas después | |                          |                 |                 |                 |                 |                 |
|                               | De Película Multiplex                                          | Retransmite la programación de De Película dos horas después                                                                                         |                          |                 |                 |                 |                 |                 |
|                               | Golden Multiplex                                               | Retransmite la programación de Golden dos horas después                                                                                              |                          |                 |                 |                 |                 |                 |
|                               | TUDN +1                                                        | Retransmite la programación de TUDN una hora después                                                                                                 |                          |                 |                 |                 |                 |                 |
| TUDN +2                       | Retransmite la programación de TUDN dos horas después          | |                          |                 |                 |                 |                 |                 |
|                               | Golden Premier Multiplex                                       | Retransmite la programación de Golden Premier dos horas después                                                                                      | 2014                     |                 |                 |                 |                 |                 |
| Tu.TV (En Estados Unidos)     |                                                                | |                          |                 |                 |                 |                 |                 |
|                               | Foro TV Estados Unidos                                         | Noticiarios y coberturas periodísticas |                          |                 |                 |                 |                 |                 |
|                               | De Película Estados Unidos                                     | Cine mexicano clásico, contemporáneo y actual |                          |                 |                 |                 |                 |                 |
|                               | De Película Clásico Estados Unidos                             | Películas Mexicanas clásicas |                          |                 |                 |                 |                 |                 |
|                               | Telehit Estados Unidos                                         | Programas de varios canales de Televisa Networks para Estados Unidos                                                                                 |                          |                 |                 |                 |                 |                 |
|                               | Bandamax Estados Unidos                                        | Programas gruperos, vídeos y eventos musicales | Noviembre de 2003        |                 |                 |                 |                 |                 |
|                               | Distrito Comedia Estados Unidos                                | Programas de comedia clásicos, contemporáneos y estrenos                                                                                             | 2012                     |                 |                 |                 |                 |                 |
| En Estados Unidos             |                                                                | |                          |                 |                 |                 |                 |                 |
|                               | TUDN USA                                                       | Eventos y programas de análisis deportivos | 22 de julio de 2019      |                 |                 |                 |                 |                 |
|                               | Univision tlnovelas                                            | Telenovelas | 1 de marzo de 2012       |                 |                 |                 |                 |                 |
| Latinoamérica y Centroamérica |                                                                | |                          |                 |                 |                 |                 |                 |
|                               | Las Estrellas Latinoamérica                                    | Telenovelas, teleseries, noticiarios, programas de entretenimiento y variedades y cine mexicano                                                      | 18 de noviembre de 1992  |                 |                 |                 |                 |                 |
|                               | Tlnovelas Latinoamérica                                        | Telenovelas |                          |                 |                 |                 |                 |                 |
|                               | Univision Latinoamérica                                        | Entretenimiento, estilo de vida, moda, salud, espectáculos, telenovelas y series dramáticas, programas de noticias y deportes                        |                          |                 |                 |                 |                 |                 |
|                               | Bandamax Latinoamérica                                         | Programas gruperos, vídeos y eventos musicales |                          |                 |                 |                 |                 |                 |
|                               | TUDN Centroamérica                                             | Eventos y programas de análisis deportivos | 22 de julio de 2019      |                 |                 |                 |                 |                 |
|                               | De Película Latinoamérica                                      | Cine mexicano clásico, contemporáneo y actual |                          |                 |                 |                 |                 |                 |
|                               | Golden Latinoamérica                                           | Películas mexicanas e internacionales |                          |                 |                 |                 |                 |                 |
|                               | Golden Edge Latinoamérica                                      | Películas mexicanas e internacionales y series | 2003                     |                 |                 |                 |                 |                 |
|                               | BitMe Latinoamérica                                            | Videojuegos, anime, tecnología | 15 de julio de 2019      |                 |                 |                 |                 |                 |
|                               | Telehit Latinoamérica                                          | Vídeos musicales y programas de humor para el público joven y milenians                                                                              |                          |                 |                 |                 |                 |                 |
|                               | Telehit Música Latinoamérica                                   | Programas juveniles y vídeos musicales |                          |                 |                 |                 |                 |                 |
|                               | Distrito Comedia Latinoamérica                                 | Programas de comedia clásicos, contemporáneos y estrenos                                                                                             |                          |                 |                 |                 |                 |                 |
|                               | Adrenalina Sports Network Latinoamérica                        | Deportes extremos | Enero de 2019            |                 |                 |                 |                 |                 |
| Europa, Asia y África         |                                                                | |                          |                 |                 |                 |                 |                 |
|                               | Las Estrellas Europa                                           | Telenovelas, teleseries, noticiarios, programas de entretenimiento y variedades y cine mexicano para Europa, Asia, África, Australia y Nueva Zelanda | 18 de noviembre de 1992  |                 |                 |                 |                 |                 |
|                               | Tlnovelas Europa                                               | Programación de Tlnovelas para Europa, Medio Oriente, África, Australia y Nueva Zelanda                                                              |                          |                 |                 |                 |                 |                 |
|                               | De Película Europa                                             | Cine mexicano clásico, contemporáneo y actual para Europa África, Australia y Nueva Zelanda                                                          |                          |                 |                 |                 |                 |                 |
|                               | Telehit Música España                                          | Programación de Telehit Música para España |                          |                 |                 |                 |                 |                 |
|                               | TLN Network                                                    | Telenovelas y teleseries para Angola y Mozambique | 23 de septiembre de 2009 |                 |                 |                 |                 |                 |
| TLN Network Portugal          | Telenovelas y teleseries para Portugal                         | |                          |                 |                 |                 |                 |                 |

##### Canales de cable de Univisión
|  | Galavisión | Generalista | 1 de abril de 1979   |
|  | Telelatino | Generalista | 2 de octubre de 1984 |

### Televisa Regional
Televisa opera una red de 256 canales de televisión, algunos son de concesionarios independientes. Transmiten programación, noticias y contenidos de perfil local además de parte de la programación tanto de Foro TV como de NU9VE de la Ciudad de México.

#### Canales de Televisa Regional
| Logotipo | Nombre                                    | Área de Transmisión | Operadora                | Ubicación                        |
| -------- | ----------------------------------------- | ------------------- | ------------------------ | -------------------------------- |
|          | Bajío TV                                  | León                | Televisa Del Bajío       | León, Guanajuato                 |
|          | Canal 4 Tu Canal                          | Guadalajara         | Televisa Guadalajara     | Guadalajara, Jalisco             |
|          | NU9VE Saltillo                            | Saltillo            | Televisa Saltillo        | Saltillo, Coahuila               |
|          | NU9VE San Luis Potosí                     | San Luis Potosí     | Televisa San Luis Potosí | San Luis Potosí, San Luis Potosí |
|          | 12 XEWT                                   | Tijuana             | Televisa Californias     | Tijuana, Baja California         |
|          | Canal 4 XHS                               | Ensenada            | Televisa Californias     | Ensenada, Baja California        |
|          | Canal 4 Sin Límites                       | Nuevo Laredo        | Televisa Nuevo Laredo    | Nuevo Laredo, Tamaulipas         |
|          | Televisa Sonora                           | Hermosillo          | Televisa Hermosillo      | Hermosillo, Sonora               |
|          | NU9VE Acapulco                            | Acapulco            | Televisa Acapulco        | Acapulco, Guerrero               |
|          | NU9VE Aguascalientes                      | Aguascalientes      | Televisa Aguascalientes  | Aguascalientes, Aguascalientes   |
|          | NU9VE Chihuahua                           | Chihuahua           | Televisa Chihuahua       | Chihuahua, Chihuahua             |
|          | NU9VE Laguna                              | Torreón             | Televisa Laguna          | Torreón, Coahuila                |
|          | Canal 8 Televisa Monterrey                | Monterrey           | Televisa Monterrey       | Monterrey, Nuevo León            |
|          | Canal 4 Televisa Monterrey                | Monterrey           | Televisa Monterrey       | Monterrey, Nuevo León            |
|          | TeleVer                                   | Veracruz            | Televisa Veracruz        | Veracruz, Veracruz               |
|          | Televisa del Golfo Porque Todos Somos Uno | Tampico             | Televisa Del Golfo       | Tampico, Tamaulipas              |
|          | Televisa Juárez                           | Ciudad Juárez       | Televisa Juárez          | Ciudad Juárez, Chihuahua         |
|          | Canal Cuatro (Televisa Puebla)            | Puebla              | Televisa Puebla          | Puebla, Puebla                   |
|          | Vallevisión                               | Matamoros           | Televisa Noreste         | Matamoros, Tamaulipas            |
|          | +V Más Visión                             | Guadalajara         | Televisa Guadalajara     | Guadalajara, Jalisco             |
|          | Canal 4 Televisa Mexicali                 | Mexicali            | Televisa Californias     | Mexicali, Baja California        |
|          | NU9VE Yucatán                             | Mérida              | Televisa Yucatán         | Mérida, Yucatán                  |
|          | NU9VE Campeche                            | Campeche            | Televisa Campeche        | Campeche, Campeche               |
|          | NU9VE Quintana Roo                        | Cancún              | Televisa Quintana Roo    | Cancún, Quintana Roo             |

### Televisa telecomunicaciones

#### SKY
SKY es el mayor proveedor de televisión satelital en México, con la mayor variedad de canales nacionales e internacionales y eventos exclusivos. Su éxito se debe a su cobertura nacional, y al uso de tecnologías digitales y satelitales avanzadas. Fue fundado el 25 de julio de 1996.

##### Señales exclusivas de SKY
| Nombre                                   | Canal                                                    | Programación                                                                         |
| ---------------------------------------- | -------------------------------------------------------- | ------------------------------------------------------------------------------------ |
| Local News                               | Canal 628 y 160 (Solo Vetv)                              | Noticieros locales de Televisa Regional.                                             |
| Local View                               | Canal 151                                                | Programas de revistas, variedades y de entretenimiento locales de Televisa Regional. |
| Local View 2                             | Canal 152                                                | Programación principalmente de Televisa Monterrey.                                   |
| Local View 3                             | Canal 153                                                | Programación principalmente de Televisa Guadalajara.                                 |
| Sky Sports Fútbol (antes Planeta Fútbol) |                                                          | Fútbol nacional e internacional en vivo y otros en vivo y en exclusiva.              |
| Sky One                                  | Canal 1 y 1001 (HD)                                      | Programas de entretenimiento, comedias, películas y series.                          |
| Sky Living                               | Canal 201 y 1201 (HD)                                    |                                                                                      |
| Sky Premiere                             | Canales 805 - 817 y 1801 - 1804 (HD)                     | Películas al servicio PPV.                                                           |
| Sky Sports                               | Canal 501, 516, 521 y 524 y 1501, 1516, 1521 y 1524 (HD) | Programas y eventos deportivos en vivo y otros en vivo y en exclusiva.               |
| Special Weekends                         | Canal 715                                                | Conciertos.                                                                          |
| TV Hot                                   | Canal 925                                                | Programación para adultos.                                                           |
| TV Hot HD                                | Canal 1925                                               | Programación para adultos, independiente a la de TV Hot.                             |

#### izzi
izzi (antes Cablevisión —f. 1960—) es la compañía proveedora del sistema triple play de Televisa, es decir, televisión por cable, telefonía fija e internet; fue fundada el 31 de octubre de 2014. Es también la empresa que encabeza las sucursales cableras adquiridas por televisa a nivel regional.

#### Bestel
Creada en 2013, es la empresa proveedora de infraestructura en telecomunicaciones y tecnologías de la información, tanto para el sector privado como el público.

### Grupo Ollamani
Grupo Ollamani es el ente financiero escindido de Grupo Televisa para alentar la inversión en varias áreas del consorcio: el Club América, el Estadio Azteca, "Editorial Televisa", "Play City" e "Intermex". 

#### Club América
El Club de Fútbol América S. A. de C. V. es un equipo de fútbol profesional de la Primera División de México. Fue fundado el 12 de octubre de 1916 en la Ciudad de México por un grupo de estudiantes encabezados por el jugador Rafael Garza Gutiérrez y el profesor y entrenador Eugenio Cenoz. Fue adquirido por Emilio Azcárraga Milmo a la compañía refresquera «Jarritos» de Isaac Besudo el 22 de julio de 1959
Es la institución con el mayor número de campeonatos en todo tipo de competencias oficiales entre los clubes del fútbol mexicano, sumando un total de 40 (30 nacionales y 10 internacionales).
Ostenta el primer lugar en campeonatos de liga de Primera División con 16 títulos ganados. Asimismo, ocupa la primera posición en la lista de clubes con más títulos nacionales de México con un total de treinta (dieciséis de Liga, seis de Copa México —máximo ganador—, siete de Campeón de Campeones —mayor ganador empatado— y uno de la Supercopa de la Liga MX —máximo vencedor compartido—). En el periodo previo a 1943 ganó cuatro campeonatos de liga, uno de Copa México y uno de la Copa Tower, así como la Copa Challenger, recibida por la obtención del tetracampeonato de liga en la década de 1920. Es, junto al Club Deportivo Guadalajara, uno de los dos equipos que ha participado en todas las temporadas de Liga, desde 1943-44.
Con diez campeonatos, logra distinguirse como la escuadra perteneciente a la Concacaf, y en consecuencia el club mexicano, que acumula el mayor número de títulos internacionales en total: siete en la Liga de Campeones de la Concacaf (donde destaca como el máximo ganador), dos de la Copa Interamericana y uno de la Copa de Gigantes de la Concacaf. A su vez, ocupa el 9.º puesto a nivel mundial en cuanto a más títulos internacionales ganados. Su trayectoria de 31 participaciones en torneos internacionales, representa la cifra más alta para cualquier equipo mexicano.
Con el equipo Al-Ahly de Egipto, comparte la singularidad de ser los únicos en el mundo que encabezan como máximos ganadores, de manera simultánea, los palmarés de sus torneos respectivos de liga, copa y campeonato de clubes continental.
Es el equipo más popular de México, de acuerdo al estudio de opinión del diario «El Financiero» y «Fox Sports» a principios de 2025, con el 34 % de simpatizantes a nivel nacional.Igualmente, es el más popular entre los equipos mexicanos en Estados Unidos.De igual forma, el club traslada sus niveles de popularidad al terreno de las redes sociales, situándose como líder entre los equipos mexicanos en cuestión de seguidores e interacciones en las principales plataformas.En 2024 un estudio de "World Soccer Talk" reveló que es el equipo de fútbol con mayor audiencia televisiva en cualquier plataforma, ya sea TV abierta, restringida o en línea dentro de Estados Unidos; situación que se repite en la televisión mexicana.
El equipo tiene su propia área de negocios, incluso antes de empezar a cotizar en la bolsa en 2024; cuenta con sistema de membresías, una red de telefonía móvil con paquetes de beneficio a los aficionados, programas de beneficencia y responsabilidad social.

#### Estadio Azteca
El Estadio Azteca, (denominado actualmente Estadio Banorte por razones de patrocinio), es un estadio de fútbol ubicado en la Ciudad de México, con capacidad para 83 264 espectadores, siendo así el más grande del país, el segundo de América y el octavo del mundo. La idea original del inmueble fue del directivo y socio de la empresa Guillermo Cañedo de la Bárcena, y gestionado por el propio Emilio Azcárraga Milmo a través de la empresa «Fútbol del Distrito Federal S.A. de C.V.»; Fue diseñado por los arquitectos Pedro Ramírez Vázquez y Rafael Mijares Alcérreca, e inició su construcción en 1962 como parte del proyecto para obtener la sede de la Copa Mundial de Fútbol de 1970. Fue inaugurado el 29 de mayo de 1966 con un encuentro amistoso entre los equipos América y Torino, que concluyera con empate a dos tantos.
Es el único estadio que ha sido escenario de dos finales de Copas del Mundo de la FIFA, (considerando que en Brasil 1950, reglamentariamente, no se disputó una final como tal) en los campeonatos de México 1970 y México 1986.
También es el estadio que mayor cantidad de partidos de la Copa Mundial de Fútbol ha albergado con diecinueve. Sobresaliendo, además de las dos definiciones por el título, el haber sido escenario del denominado «Partido del siglo» entre las selecciones de Italia y Alemania Federal en una de las semifinales de la Copa del Mundo México 1970, donde los italianos se impusieron en un emotivo juego por marcador 4-3.
La trayectoria en la máxima competición se ampliará al ser parte de las 16 sedes de la Copa del Mundo Canadá-Estados Unidos-México 2026. De la que en principio, está designada como sede inaugural y anfitrión de cinco partidos; situación que lo convertirá en el primer estadio elegido para albergar tres Copas del mundo.
Además de las Copas del Mundo de categoría absoluta; este inmueble acogió todos los tipos de competencia de selecciones nacionales varoniles de la FIFA, incluidas las respectivas finales (Copa Confederaciones, Torneo Olímpico, Copa del Mundo Sub-20 y Copa del Mundo sub-17), siendo el único en el mundo con dicho registro.
Ha fungido como anfitrión de torneos continentales de clubes (Copa de Campeones de la Concacaf, Copa Libertadores, Copa Interamericana, Copa Sudamericana y Copa Merconorte); la ceremonia de inauguración y el torneo de fútbol de los Juegos Panamericanos de 1975; la Copa de Oro de la Concacaf; la Liga de Naciones Concacaf; juegos de pretemporada y temporada regular de la NFL; torneos locales (Liga de Primera División, Copa México, Campeón de Campeones, Liga Femenil, fuerzas básicas, Liga de Ascenso, 2.ª división y clasificatorios a Copa Libertadores); peleas de box, conciertos, eventos masivos de carácter político, religioso, televisivo y social.
Actualmente en receso por remodelación, de manera formal el equipo de fútbol local es el Club América de la Primera División; además de ser la sede oficial como anfitrión de la selección de fútbol de México; también lo es del Club América femenil y ocasionalmente de las categorías menores de la misma institución. A partir del Torneo Apertura 2018 es nuevamente sede de Cruz Azul, que había tenido una primera etapa entre 1971 y 1996. Fue la casa de los clubes Necaxa (1966-71 y 1982-2003), Atlante (1966-83, 1996-2000 y 2004-2007) y Atlético Español (1971-1982).

#### Editorial Televisa
Editorial Televisa fue creada en 1992 cuando Televisa adquirió «Editorial América», es la editorial de revistas más grande del mundo, así como líder en generación de contenidos y distribución en Latinoamérica y en el mercado hispano de los Estados Unidos. TBG distribuye sus revistas a países como Estados Unidos, Panamá y Ecuador. Posee alrededor de 172 títulos bajo 107 marcas. Sus contenidos cubren un rango de temas de interés muy diverso: desde salud, belleza, moda y celebridades hasta estilo de vida, viajes, decoración, niños y ciencia. Tiene convenios de licencia o sociedad con algunas de las más prestigiosas empresas editoriales del mundo, incluyendo National Geographic, Hearst Corporation, Marie Claire, Disney, G+J, Motorpress, DC y Marvel. Sus marcas propias incluyen Vanidades, TV y Novelas, Caras, Tú y Cocina Fácil, entre muchas otras.

##### Revistas de The Brands Group
| Nombre                         | Tipo de revista                               | Público | Sitio web                                                                  |
| ------------------------------ | --------------------------------------------- | ------- | -------------------------------------------------------------------------- |
| Atención Médica                | Información, Ciencia, Salud                   | General | Atención Médica                                                            |
| Automóvil Panamericano         | Información, Entretenimiento, Deportes        | Hombres | Automóvil                                                                  |
| Bike                           | Información, Entretenimiento, Deportes        | General | Bike                                                                       |
| Caras                          | Entretenimiento, Estilo de vida               | Mujeres | Caras                                                                      |
| Caras CasaViva                 | Entretenimiento, Estilo de vida               | Mujeres | Casa Viva                                                                  |
| Cocina Fácil                   | Cocina, Estilo de vida, Entretenimiento       | Mujeres | Cocina Fácil                                                               |
| Cosmopolitan                   | Entretenimiento, Moda, Estilo de vida         | Mujeres | Cosmopolitan                                                               |
| DC Comics                      | Cómics                                        | General | DC Comics                                                                  |
| Esquire                        | Entretenimiento, Información                  | Hombres | Esquire                                                                    |
| Familia Saludable              | Entretenimiento, Salud, Ejercicios            | General | Familia Saludable                                                          |
| Harper's Bazaar                | Entretenimiento, Moda, Estilo de vida         | Mujeres | Bazaar                                                                     |
| Marie Claire                   | Información, Entretenimiento                  | Mujeres | Marie Claire                                                               |
| Marvel Cómics México           | Cómics                                        | General | Marvel                                                                     |
| Men's Health                   | Información, Salud, Ejercicios                | Hombres | Men's Health                                                               |
| Motociclismo Panamericano      | Información, Entretenimiento, Deportes        | Hombres | Motociclismo                                                               |
| Muy Interesante                | Ciencia, Cultura, Entretenimiento             | General | Muy Interesante                                                            |
| Muy Interesante Historia       | Ciencia, Información, Cultura                 | General | Muy Interesante Historia                                                   |
| Muy Interesante Junior         | Ciencia, Entretenimiento, Cultura             | Niños   | Muy Interesante Junior Archivado el 2 de julio de 2018 en Wayback Machine. |
| National Geographic en español | Ciencia, Entretenimiento, Información         | General | National Geographic en español                                             |
| National Geographic Traveler   | Cultura, Entretenimiento, Información         | General | National Geographic Traveler                                               |
| Padres e Hijos                 | Información, Estilo de vida                   | General | Padres e Hijos                                                             |
| Revista Telehit                | Entretenimiento, Información                  | General | Revista Telehit                                                            |
| Runner's World                 | Entretenimiento, Salud, Ejercicios            | General | Runner's World                                                             |
| Sensasiones                    | Estilo de vida, Entretenimiento               | General | Sensaciones                                                                |
| Seventeen                      | Entretenimiento, Moda, Estilo de vida         | Juvenil | Seventeen                                                                  |
| Soho                           | Entretenimiento, Información, Mujeres         | Hombres | Soho                                                                       |
| Sport Life                     | Estilo de vida, Salud, Ejercicios             | General | Sport Life                                                                 |
| SKY VIEW                       | Entretenimiento, Información                  | General | SKY VIEW Archivado el 2 de febrero de 2017 en Wayback Machine.             |
| Triatlón                       | Entretenimiento, Ejercicios, Deportes         | General | Triatlón                                                                   |
| Tú                             | Entretenimiento, Moda, Estilo de vida         | Juvenil | Tú                                                                         |
| TVyNovelas                     | Espectáculos, Entretenimiento, Estilo de vida | General | TVyNovelas                                                                 |
| Vanidades                      | Entretenimiento, Estilo de vida               | Mujeres | Vanidades                                                                  |
| Vanidades Novias               | Entretenimiento, Estilo de vida               | Mujeres | Vanidades Novias Archivado el 2 de febrero de 2017 en Wayback Machine.     |
| Vértigo Cómics                 | Cómics                                        | General | Vértigo                                                                    |
| Women's Health                 | Información, Salud, Ejercicios                | Mujeres | Women's Health                                                             |

#### AISA Apuestas Internacionales S.A. de C.V.
Es la empresa de Grupo Televisa dedicada al negocio de los centros de entretenimiento y sorteo de números a través de las marcas PlayCity Casino y Sorteos del Trébol. Es así como nace esta Filial de Televisa bajo el nombre de AISA Apuestas Internacionales S.A. de C.V., ofreciendo una variedad de opciones de entretenimiento en apuestas, sorteos, casinos, y de más.
- PlayCity Casino: 18 sitios alrededor del país con un total de 6000 máquinas.
- Sorteos del Trébol: Es la marca que ofrece una variedad de sorteos diarios o semanales, la cual tiene diversas opciones de entretenimiento.

#### Intermex
Intermex es la red de distribución continental de publicaciones de Grupo Televisa, siendo líder en México y Latinoamérica. En México, distribuye más del 50 % de las revistas de mayor circulación. Ofrece una amplia gama de servicios de distribución, logística, administración y mercadotecnia para llevar productos hasta al punto de venta. Cuenta con la tecnología más avanzada para poder ofrecer la mayor cobertura y una red de distribución de más de 25 mil puntos de venta en México y más de 75 mil en el extranjero. Es dueña de las distribuidoras líderes de Argentina, Chile, Colombia, Ecuador, Panamá y Perú.

### Televisa Cine
Fundada en 1978, Televisa Cine es la filial de Grupo Televisa encargada de la producción y distribución de películas tanto nacionales como internacionales. Dividida en dos ramos: Videocine Producción y Videocine Distribución contribuyen con más de 250 cintas.
- Videocine Producción es la encargada de la coproducción y distribución de películas mexicanas. Sus socios son Argos Cine, Altavista Films, Lemon Films, Plural Entertainment, IMCINE y Cinépolis Producciones.
- Videocine Distribución es la distribuidora de las películas nacionales e internacionales a todo el país. Sus socios son Pantelion Films y Lionsgate.

### Televisa Interactive Media
Televisa Interactive Media es la división de Grupo Televisa encargada de la realización de páginas web, aplicaciones móviles, estrategias digitales, video bajo demanda y video en vivo, para las producciones y empresas del grupo.
Dentro de sus productos se encuentran:
- Televisa.com: Es el sitio de información de Televisa, con la amplia cobertura de todas las áreas y empresas del Grupo. Antes llamado Esmas.com.
- TUDN.com: Información, reportajes, columnas de opinión, estadísticas, transmisiones deportivas y videos.
- SDP Noticias: Página de noticias y actualidad que fue adquirida junto con «El Deforma».
- Bild Media: Adquisición reciente que abarca distintos sitios: Código Espagueti (tecnología, ciencia y cultura geek), Plumas Atómicas (política y cultura para jóvenes), «Los Pleyers» (deportes) y «Erizos.mx» (entretenimiento general y cultura de Internet).

#### App de Televisa
| Aplicación                        | Contenido                                                                                                  |
| --------------------------------- | --- |
| Aprende Mate con el Chavo         | Juego didáctico para niños.                                                                                |
| Aprende Programación con el Chavo | Juego educativo para niños.                                                                                |
| Arma tu Postal                    | Juego didáctico infantil para crear postales de "Imaginantes".                                             |
| Canal 5                           | Información de cine, música y de vídeos de caricaturas y series.                                           |
| El Chavo                          | Juego oficial de El Chavo.                                                                                 |
| Godínez World                     | Juego oficial de Antes muerta que Lichita.                                                                 |
| Grabbity                          | Juego oficial de los Grabbians.                                                                            |
| Kick'Os                           | Juego de simulación de penales de fútbol.                                                                  |
| Learn English with El Chavo       | Juego educativo para aprendizaje del idioma inglés.                                                        |
| Login                             | Aplicación oficial de Login.                                                                               |
| Logout                            | Aplicación oficial de Logout.                                                                              |
| Noticieros Televisa               | Información y vídeos relacionados con noticias actuales. También proporciona acceso a la señal de Foro TV. |
| PM                                | Contenido oficial de la barra nocturna de programación, PM de Canal 5.                                     |
| TagCDMX                           | Aplicación oficial del evento TagCDMX.                                                                     |
| TCP Brands                        | Catálogo de Televisa Consumer Products.                                                                    |
| Telehit                           | Información de artistas musicales nacionales e internacionales, videos musicales y de interés juvenil.     |
| TUDN                              | Eventos deportivos, información, estadísticas y vídeos.                                                    |
| Las Estrellas                     | Televisión en vivo e información.                                                                          |
| Una Carrerita                     | Juego de carreras con obstáculos.                                                                          |

### Televisa Música
Televisa Música es la filial de la compañía cuyo fin es impulsar el talento musical del momento. Encargada de la proyección, difusión y representación de eventos musicales, cómo conciertos, presentaciones en programas de televisión, premiaciones e impulso de nuevos talentos. La difusión, está en la transmisión de sus vídeos musicales en televisión y su música a través de la radio y medios digitales.
- México Suena.- Fue un macro evento anual que Grupo Televisa, en conjunto con sus artistas, llevaban en un sinfín de representaciones y conciertos en vivo.

### Televisa Consumer Products
Televisa Consumer Products es una filial de Grupo Televisa líder en su rango. Es la responsable del manejo de diversas marcas (Licencias) para la producción y elaboración de estrategias publicitarias y como representante, tiene el cuidado y la obligación de llevar al éxito las licencias que representa. Anteriormente esta rama de Televisa tenía el nombre de Televisa Licencias.

### SDPnoticias.com
Grupo Televisa adquirió en marzo de 2017, el 50 % de SDPnoticias.com, un «periódico digital» que cubre noticias nacionales, internacionales, deportivas, de espectáculos, entre otras.

### América Televisión
Grupo Televisa esta presente en Perú, a través de América Televisión. La asociación de Televisa con América Televisión data desde los años 1970, y es el 12 de julio de 1992, cuando Grupo Televisa adquiere una importante cantidad de acciones a la televisora peruana, siendo llamado entonces el canal América Televisión, el Canal de las Estrellas haciendo referencia al principal canal de Televisa. Aunque en 1994 Televisa vendió su participación accionaria, el acuerdo estratégico entre ambas empresas fue renovado y se mantiene hasta la actualidad. Asimismo, algunas telenovelas producidas por Televisa se estrenaron por América Televisión antes de ser emitidas por el Canal de las Estrellas, entre ellas están: Bajo la misma piel, Amar otra vez y El amor no tiene precio.

### Telenovela Channel
A Filipinas llega Grupo Televisa con la asociación de Beginnings at Twenty Plus, Inc. para el manejo del canal de televisión Telenovela Channel. Llevando hasta el país asiático el primer canal de telenovelas mexicanas, producciones de Televisa, desde el 14 de noviembre de 2011.

### OCESA
Grupo Televisa y la Corporación Interamericana de Entretenimiento se manejan como líderes en presentación de espectáculos. De esta forma Televisa obtiene el 40 % de OCESA Entretenimiento logrando así una forma de estar más enfocado al entretenimiento de espectáculos en vivo, la música, el teatro, los deportes, representaciones artísticas, conciertos, eventos variados, y más. Debido a esta alianza con Grupo CIE se manejan distintas marcas:
- OCESA Entretenimiento: Organizadora de conciertos y espectáculos musicales.
- Ticketmaster: Venta de boletos.
- Feria de Chapultepec: Centro de diversiones.
- Palacio de los Deportes: Sede de eventos deportivos y musicales.
- Teatro Metropólitan: Teatro de la Ciudad de México.
- Teatro Orfeón: Teatro de la Ciudad de México.
- Estadio de la Ciudad de los Deportes: Estadio de fútbol.
- Foro Sol: Escenario para eventos masivos.
- Centro Banamex: Escenario para eventos musicales.

Entre otras marcas más.

### Imagina Media Audiovisual
Grupo Televisa también está en el mercado europeo, en el año 2006, se inicia como socio fundador del canal español La Sexta, hasta el mes de octubre de 2011, donde se poseía el 40,5 % del canal. El 5 de marzo de 2012 Televisa se une al conglomerado Imagina Media Audiovisual, con una partición del 14 % del capital. Con esta asociación se maneja el canal:
- Canal F1 Latin America.- Canal líder en su tipo, coberturas, desarrollos y eventos en vivo y exclusivos de la Fórmula 1.

### GNP Seguros
Grupo Televisa tiene una estrecha relación conjunta con Grupo BAL, con la cual ambos conglomerados participan en diversos programas sociales y culturales, tales como Penalti por México y Gol por México, al igual que Por el Planeta, a través de GNP Seguros. Mediante el Grupo BAL, Televisa, se involucra con las empresas que lo conforman.

## Subdivisiones de Grupo Televisa

### N+

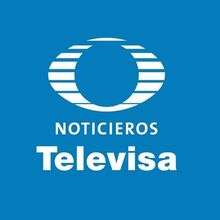
Primer logotipo de Noticieros Televisa

"N+", conocido antes como Noticieros Televisa, es la división encargada de los programas informativos de Grupo Televisa. El proyecto inició el 20 de enero de 1998, un día después de que Jacobo Zabludovsky terminara las transmisiones de su noticiero «24 Horas».
Actualmente, el presidente de N+ es Emilio Azcárraga Jean, el actual vicepresidente es Daniel Badía, que es el principal encargado de la parte informativa.
La División N+ es la responsable de la producción de emisiones como Despierta (con Danielle Dithurbide), Las Noticias (con Karla Iberia Sánchez) y En punto (con Enrique Acevedo), y también de los noticieros transmitidos por N+ Foro, así como de las plataformas digitales informativas.
Los Noticieros locales (El Noticiero, Las Noticias, Notivisa y otros nombres como GDL Noticias y Punto de Vista) son presentados en las señales de Televisa Regional.

### Televisa Univisión Deportes Network (TUDN)
TUDN es una cadena de televisión y a la vez subdivisión, propiedad de Grupo Televisa y Univisión; que se encarga de la producción, distribución, información, cobertura y análisis de las áreas deportivas de la empresa en todas sus plataformas. Cubre una numerosa cantidad de eventos como, los Juegos Olímpicos, la Copa Mundial de Fútbol, la Liga MX, los encuentros de la Selección Mexicana de Fútbol (en todas sus categorías y competiciones), el béisbol de las grandes ligas, la NFL, la NBA, el automovilismo de la Fórmula 1, la lucha libre, Box, UFC, entre otros. Surgió el 20 de julio de 2019, producto de la fusión de la subdivisión Televisa Deportes con los canales deportivos de televisión restringida TDN y UDN.

### Fundación Televisa
Fundación Televisa es el área de Grupo Televisa encargada de proyectos y beneficios sociales. Enfocada en el apoyo a la sociedad, cuenta con distintos programas dedicados a la promoción del altruismo, la cultura, el deporte e incluso realizando trabajos en equipo con otras divisiones de la empresa.
Entre otros, algunos de estos proyectos y programas son:
- Mucho ojo
- Al servicio de la comunidad
- Elige estar bien contigo es una campaña que tiene el propósito de promover la salud física por medio de la buena alimentación y el deporte.
- Bécalos es un programa de donación voluntaria de dinero, aliado a la Asociación de Bancos de México, los cuales, junto con Fundación Televisa, dublican el donativo. Con este programa se hace un fideicomiso con el monto acumulado para becar a los jóvenes y así lograr que sigan estudiando.
- Mejor en familia
- Gol por México
- Penalti por México
- Telenovelas con causa
- Por el Planeta
- Televisa Verde
- Imaginantes
- Libro de Valores
- Festival tag CDMX
- Posible

### CEA
El Centro de Educación Artística de Televisa fue fundado en 1978 y es dirigido por Eugenio Cobo desde 1987. El CEA es una escuela que forma actores profesionales desde un enfoque integral:
Concibe al alumno no solo como un sujeto susceptible de adquirir técnicas específicas sino, además, como una persona en toda su dimensión humana; un Ser que integra sus habilidades, sus valores, su conocimiento y su propia historia en su desarrollo artístico. Su objetivo es formar jóvenes actores que tengan la personalidad y capacidad adecuadas para interpretar papeles protagónicos en los diferentes medios de producción de Televisa (televisión, cine, teatro).
- CEA Infantil.- Dentro del CEA, se encuentra el CEA Infantil, que se ocupa de la formación, preparación y tratamiento de los niños actores.

### Televisa Espectáculos
Televisa Espectáculos es el área de Grupo Televisa encargada de la información, cobertura y reportajes del mundo de la farándula. Su información se reporta en programas, portal de internet y revistas de la compañía.

### Televisa En Vivo
Televisa En Vivo es el área de Grupo Televisa que maneja diversas relaciones con empresas, marcas, etc., para campañas publicitarias, conducciones de algún evento, inauguraciones, carnavales, shows cómicos, etc., en vivo. Es la representante de las personalidad de la pantalla. Tiene como objetivo saber elegir tanto lo que la empresa contratante busca, como un apoyo a la elección del talento adecuado, tanto como para el artista, como para la marca a representar.

### Televisa Niños
Grupo Televisa creó un área específica para el público infantil, se trata de Televisa Niños. El objetivo de esta subdivisión es el público infantil, enfocándose mediante programación de acuerdo al gusto de los niños con programas propios, caricaturas y series, sitios de internet y aplicaciones didácticas.

### ARCA
ARCA es la plataforma de Grupo Televisa que impulsa las industrias creativas. Es un medio digital y una agencia de producción de eventos y contenidos, vinculando a la comunidad creativa y potencializando sus proyectos. Su objetivo es crear una nueva forma de generar comunicación, conectando lo tradicional con lo nuevo mediante convocatorias, eventos y contenidos, con conocimiento de las necesidades de las marcas se crean experiencias a la medida, todo esto bajo el nombre de Beyond the line.
ARCA conecta con un público joven que no solo consume contenido sino que crea el propio, trabajan en colaboración, son parte de la economía creativa y valoran a las marcas que les dan herramientas y apoyan sus proyectos.

### PROTELE
La filmoteca y videoteca de Grupo Televisa está a cargo de PROTELE, área encargada del resguardo, protección, administración, y uso de todo el contenido producido por Televisa y todas sus áreas. El archivo de su historial es usado en las notas de espectáculos, deportivas, musicales, para semblanzas, documentales y homenajes.

### Televisa Foundation
Televisa Foundation es un área de Grupo Televisa ubicada en Estados Unidos, tiene como finalidad ayudar a impulsar a los niños y jóvenes latinos a través de programas educativos y culturales.

## Subdivisiones, filiales y marcas que formaron parte de Grupo Televisa
Durante los inicios de Grupo Televisa, diversas empresas llegaron a ser parte del Grupo, sin embargo por diversas circunstancias dejaron de serlo, ya sea por dejar de existir, renovaciones, conflictos o más.
| Nombre                                                               | Tipo                                   | Servicios                                              | Inicios                                                            | Cierre                                           | Motivos                                                                 | Actualidad |
| -------------------------------------------------------------------- | -------------------------------------- | ------------------------------------------------------ | ------------------------------------------------------------------ | ------------------------------------------------ | ----------------------------------------------------------------------- | --- |
| American Network                                                     | Canal de Televisión Restringida        | Canal de entretenimiento y noticias (en inglés)        | 2002                                                               | 5 de septiembre de 2011                          | Nuevo canal de televisión                                               | Su espacio fue ocupado por el canal Tiin. |
| Cablecom                                                             | Filial                                 | Televisión por cable, telefonía e internet             | 2012 (Adquisición del 48 %)                                        | 2015                                             | Unificación de las Empresas Cableras                                    | El 3 de noviembre de 2014 nace Izzi Telecom. En 2015 se unifica a Izzi.                                                                          |
| Cablemás                                                             | Filial                                 | Televisión por cable, telefonía e internet             | 2006 (Adquisición del 49 %)                                        | 2015                                             | Unificación de las Empresas Cableras                                    | El 3 de noviembre de 2014 nace Izzi Telecom. En 2015 se unifica a Izzi.                                                                          |
| Cablevisión                                                          | Filial                                 | Televisión por cable, telefonía e internet             | 1960                                                               | 3 de noviembre de 2014                           | Unificación de las Empresas Cableras                                    | El 3 de noviembre de 2014 nace Izzi Telecom. En 2015 se unifica a Izzi.                                                                          |
| Cablevisión Monterrey (TVI)                                          | Filial                                 | Televisión por cable, telefonía e internet             | 2006 (Adquisición del 50 %)                                        | 2015                                             | Unificación de las Empresas Cableras                                    | El 3 de noviembre de 2014 nace Izzi Telecom. En 2015 se unifica a Izzi.                                                                          |
| ECO                                                                  | Canal de Televisión Restringida        | Canal de noticias                                      | 1 de septiembre de 1988                                            | 1 de mayo de 2001                                |                                                                         | Desde 2010, Televisa lanzó el canal Foro TV. |
| FonoVideo                                                            | Filial                                 | Producción de telenovelas                              | 2003 (Compra de acciones) 2007 (Adquisición total)                 | 2008                                             | Cierre de la Filial                                                     | Televisa es accionista del 40 % de Univision. Televisa mantiene relaciones estratégicas con Venevisión.                                          |
| Fonovisa                                                             | Filial                                 | Compañía disquera                                      | 1984                                                               | 2002                                             | Adquisición por parte de Univision Music Group (2002-2008)              | Pertenece a Universal Music Group desde 2002. |
| Iusacell                                                             | Filial                                 | Telefonía móvil                                        | Abril de 2011 (Adquisición del 50 % por parte de Grupo Televisa)   | Septiembre de 2014 (Venta de las Acciones)       | Se buscó su propia marca para abrirse en ese mercado                    | Televisa acuerda estrategias con AT&T. |
| Club de Fútbol Cobras                                                | Filial                                 | Equipo de fútbol                                       | 1983 (Adquirido por Grupo Televisa)                                | 1987 (Vendido por Grupo Televisa)                | Descenso de la franquicia y mudanza de Querétaro a Ciudad Juárez.       | Televisa solo posee al América. |
| Club Necaxa                                                          | Filial                                 | Equipo de fútbol                                       | 1982 (Adquirido por Grupo Televisa)                                | 21 de marzo de 2014 (Vendido por Grupo Televisa) | Venta del equipo por multipropiedad.                                    | Televisa solo posee al América. |
| Nextel                                                               | Filial                                 | Telefonía móvil                                        | Febrero de 2010 (Adquisición del 30 % por parte de Grupo Televisa) | 18 de octubre de 2010                            | La (STC) quita la licitación a Grupo Televisa                           | Televisa acuerda estrategias con AT&T. |
| Nuestra Belleza México                                               | Filial                                 | Concurso de belleza nacional                           | 1994                                                               | 2017                                             | Término del convenio                                                    | |
| Ponchivisión                                                         | Canal de Televisión Restringida        | Canal de comedia                                       | 19 de noviembre de 2001                                            | 2003                                             | Inestabilidad                                                           | En 2007, Televisa lanzó el canal Clásico TV (Hoy Distrito Comedia).                                                                              |
| San Luis Fútbol Club                                                 | Filial                                 | Equipo de fútbol                                       | 2001 (Adquirido por Grupo Televisa)                                | 2012 (Vendido por Grupo Televisa)                | Venta del equipo por multipropiedad                                     | Televisa solo posee al América. |
| Telecable                                                            | Filial                                 | Televisión por cable, telefonía e internet             | 2015 (Compra total)                                                | 2015                                             | Unificación de las Empresas Cableras                                    | El 3 de noviembre de 2014 nace Izzi Telecom. En 2015 se unifica a Izzi.                                                                          |
| Televisa EMI Music                                                   | Filial                                 | Disquera, productora de discos e impulsora de talentos | 2005                                                               | 2012                                             | Disolución de EMI tras ser adquirida por parte de Universal Music Group | EMI ahora Pertenece a Universal Music Group desde 2012. Televisa mantiene alianzas estratégicas con otras compañías disqueras para sus talentos. |
| Videovisa Televisa Vídeo Televisa Home Entertainment                 | Subdivisión                            | VHS. DVD y Blu-Ray's                                   | 1983                                                               | 2016                                             | Actualización en productos                                              | En febrero de 2016, Televisa lanzó Blim, servicio de Vídeo bajo demanda.                                                                         |
| Televisa Radio                                                       | Filial                                 | Radio                                                  | 18 de septiembre de 1930                                           | 2 de julio de 2020 (Venta del 50 % de acciones)  | Vendida a Grupo Alemán                                                  | |
| Volaris                                                              | Filial                                 | Línea aérea                                            | 2006                                                               | 16 de julio de 2010 (Venta del 25 % de acciones) |                                                                         | Televisa mantiene relación estratégica con la aerolínea.                                                                                         |
| TDN TD Centro UDN Univisión TDN Univisión Deportes Televisa Deportes | Sub-divisiones y canales de televisión | Contenido deportivo                                    | 2009 2012 1998                                                     | 22 de julio de 2019                              | Actualización y mejora en la marca.                                     | Todas estas filiales fueron reemplazadas por la marca/canal de televisión TUDN                                                                   |

## Alianzas de negocios
Televisa ha establecido, a lo largo de los años, diversas alianzas para comercializar u operar otros negocios. Las más importantes son las siguientes:
- Univisión: Televisa ha llegado a crear el 70 % del contenido prime time de la cadena hispana a lo largo de su historia y también ha llegado a tener un control accionario importante. En los últimos años, Televisa ha cambiado de manera drástica sus acuerdos, relaciones e inversiones con esta cadena.[131][132]
- Imagina Media Audiovisual. Televisa posee el 14 % del capital del conglomerado. Hasta el mes de octubre de 2011, Televisa poseía el 40,5 % de La Sexta, cadena de televisión española, gracias a una asociación con Grupo Audiovisual de Medios de Producción.[cita requerida]
- Telemundo. Ambas cadenas llegaron a un acuerdo en 2009 para que Televisa les transmita telenovelas producidas por esta cadena en Gala TV mientras que Telemundo sea emitido en los sistemas de Televisión pagadas en México además del resto de América Latina por Televisa Networks.

Además, el Grupo Televisa mantiene o mantuvo alianzas comerciales y acuerdos con numerosas compañías fuera de México.
- Tu.TV: Una asociación 50/50 entre Televisa y Univisión mediante la que opera 5 señales de televisión digital vía cable y satélite en Estados Unidos.
- En Colombia tiene alianzas con RCN Television en cuanto a la compra y venta de producciones. En enero de 2019, Editorial Televisa decide cerrar sus puertas en Colombia tras 26 años en circulación.[133]
- OCESA. Televisa posee el 40 % de Ocesa, la empresa líder en México en organización de espectáculos en vivo. [cita requerida]
- Viacom. Televisa tiene una alianza con importante con Viacom. Televisa ha producido junto con las filiales MTV y Nickelodeon las telenovelas juveniles Sueña Conmigo, Miss XV entre otras. Además de la comercialización, distribución y transmisión exclusiva de producciones del canal de corte infantil y juvenil, Nickelodeon, así como del merchandising de estas propiedades.[134][135]

## Estudios e infraestructura
Televisa cuenta con varios centros de transmisión:
- Televisa Chapultepec (estudios y oficinas de las áreas informativas)
- Televisa San Ángel (foros de televisión de todos los géneros)
- Televisa Santa Fe (oficinas administrativas, redacción de editorial televisa y foros para algunos programas sobre todo reality Shows)[136]
- Televisa Iztapalapa (conjunto de foros para programas, sobre todo concursos, cabe mencionar que en este complejo pequeño se realizó la temporada 2010-2011 del programa "Atinale al Precio" además de albergar oficinas administrativas de Editorial Televisa)
- Televisa Matamoros - Reynosa (Vallevisión)
- Televisa Tijuana (Tu canal)
- Televisa Ensenada
- Televisa Mexicali (Tu canal)
- Televisa Guadalajara (GDL tu estación)
- Televisa Monterrey (TuCanal)/(Teleactiva)
- Televisa Toluca
- Televisa Michoacán
- Televisa Puebla (Canal Cuatro) (Televisa Puebla)
- Televisa Saltillo (Televisa Saltillo)
- Televisa Piedras Negras
- Televisa Nuevo Laredo (Televisa Laredo)
- Televisa Ciudad Victoria (Televisa Victoria)
- Televisa Veracruz (Tele Ver)
- Televisa León (Televisa del Bajío)
- Televisa Querétaro
- Televisa Aguascalientes
- Televisa San Luis Potosí (Televisa San Luis)
- Televisa Torreón (Televisa Laguna)
- Televisa Zacatecas
- Televisa Mérida (Televisa Yucatán)
- Televisa Cancún (Televisa Quintana Roo)
- Televisa Tampico (Televisa del Golfo)
- Televisa Hermosillo (Televisa Sonora)
- Televisa Chihuahua
- Televisa Ciudad Juárez (TuCanal (Ciudad Juárez))

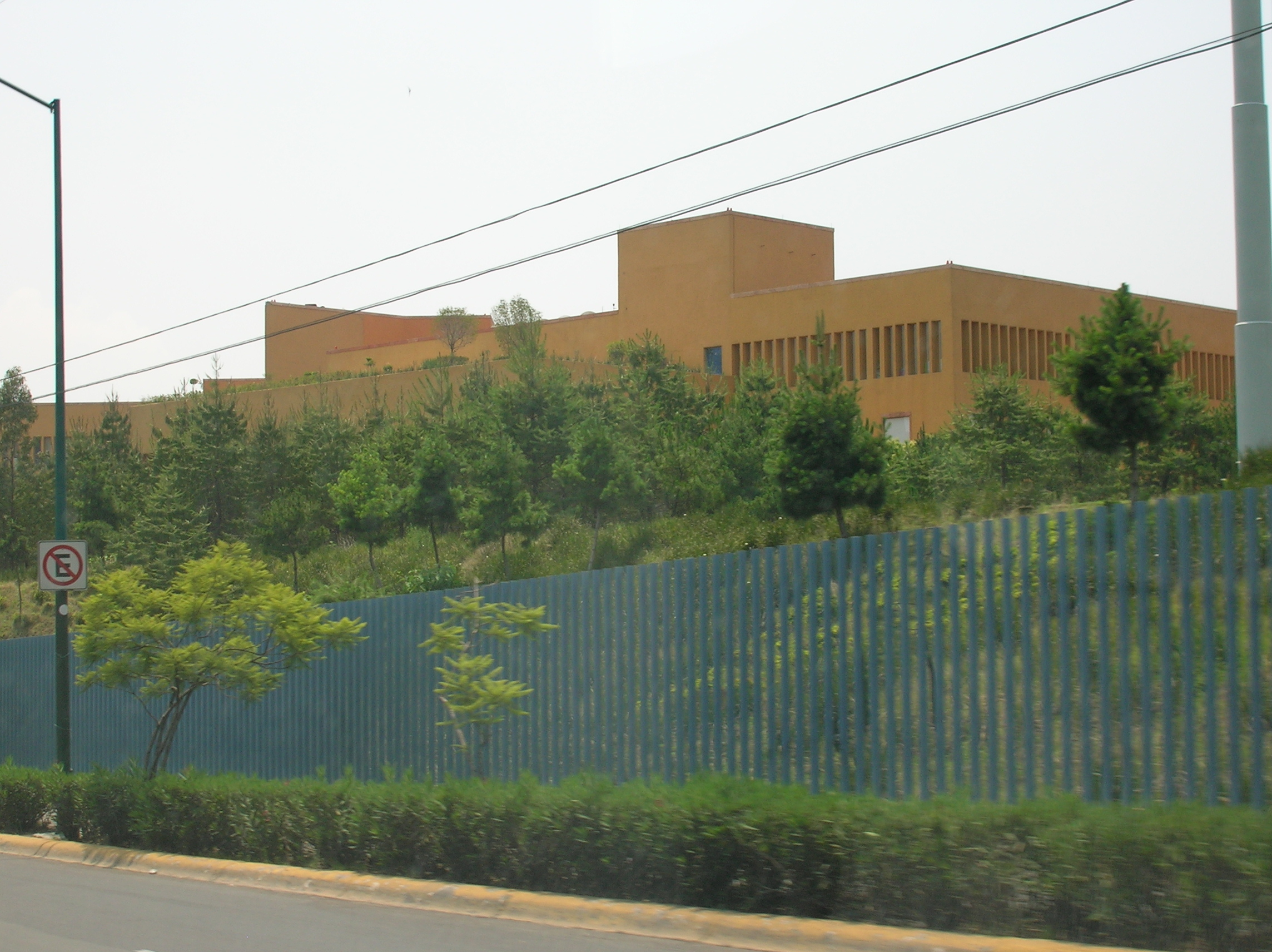
Santa Fe

### Instalaciones

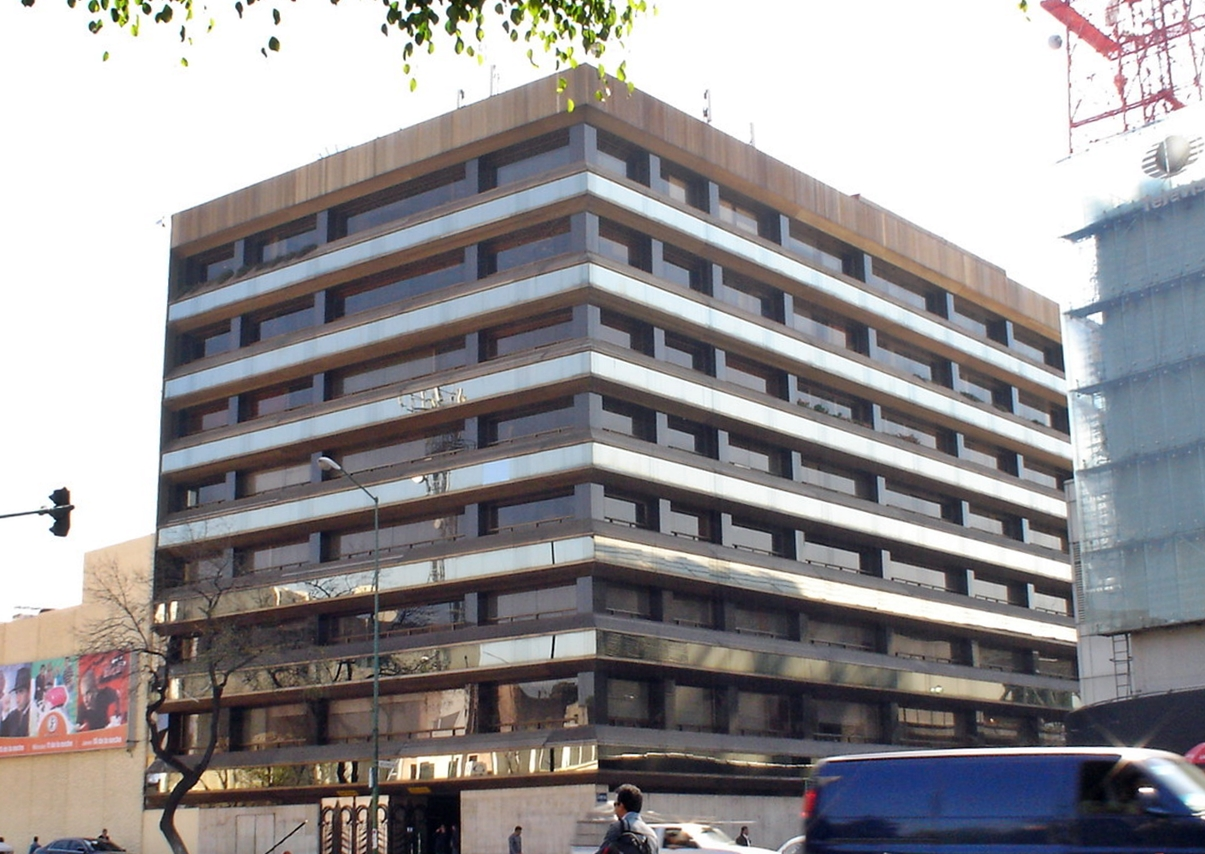
Chapultepec

- Televisa Santa Fe, diseñada por el Arquitecto Ricardo Legorreta, es un edificio con amplios espacios que se constituye como una muestra de la arquitectura mexicana moderna. Su dirección es Av. Vasco de Quiroga, No 2000, Col. Santa Fe, Demarcación Álvaro Obregón, Ciudad de México, C.P. 01210
- Televisa Chapultepec, cuenta con nueve estudios, dos son de alta definición y siete digitales, incluye los foros de TUDN y N+. Su dirección Av. Chapultepec, No 28, Col. Doctores, Demarcación Cuauhtémoc, Ciudad de México, C.P. 06724
- Televisa San Ángel, es el centro de producción de telenovelas, programas de revista, espectáculos, concursos y cómicos; para su realización cuenta con foros digitales y de alta definición, un centro de posproducción y talleres especiales que prestan servicio a todas las producciones. Su dirección es Blvd. Adolfo López Mateos. No 2551, Col. Lomas de San Ángel Inn, Demarcación Álvaro Obregón, Ciudad de México. Además, tiene el Centro de Educación Artística de Televisa (CEA); cuenta también con un Centro de Posproducción que incluye:
- Salas de edición off-line
- Salas edición en línea
- Producción musical
- Musicalización
- Cabina de mix down
- Control de calidad
- Cabina de sonidos sincrónicos e incidentales

## Televisa USA
Grupo Televisa anunció la creación de Televisa USA, un nuevo estudio con base en Estados Unidos donde se coproducen y cofinancian programas de televisión en inglés para su distribución en ese país. Televisa USA está dirigido por el director ejecutivo Paul Presburger, quien también es CEO en Pantelion Films, teniendo de jefe creativo a Michael García.
Esta nueva compañía coproduce junto con ABC Studios la más reciente serie del canal Lifetime titulada Devious Maids, escrita por Marc Cherry y basada en la serie de Ellas son la alegría del hogar y también está produciendo la adaptación de la telenovela Hollywood Heighs para Nickelodeon, coproducida con Sony Pictures Television e inspirada en la telenovela mexicana Alcanzar una estrella.

## Controversias

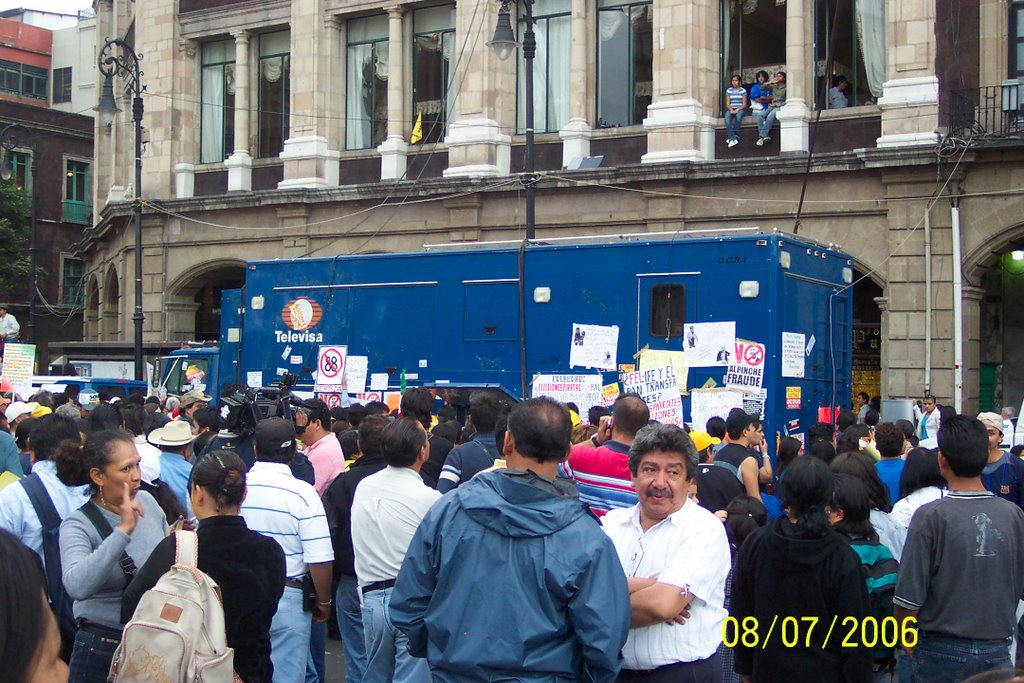
Protesta ante un camión de Televisa en la Plaza de la Constitución, Ciudad de México, el 8 de julio de 2006.

La empresa Televisa ha recibido muchas críticas debido a su programación, como también se ha visto involucrada en escándalos de narcotráfico y corrupción. Entre algunas de sus críticas se encuentran las siguientes:

### Presencia de línea en sus noticiarios
- En términos políticos, Telesistema Mexicano (actualmente Televisa) escondió y falseó la información relacionada con la matanza de estudiantes en Tlatelolco el 2 de octubre de 1968 por parte del Ejército Mexicano por órdenes del gobierno federal, aunado al apoyo moral de Televisa para poder recibir soporte del gobierno para ser la única televisora del país. Arribó a la década de los 90 con una crisis de credibilidad en México por su manejo político de la información, así como por una creciente competencia por parte de la televisiva nacional Azteca. Por ello, la empresa pasó por una reestructuración luego de la muerte de Azcárraga Milmo, quien fuera eje de múltiples acusaciones de complicidad con el partido oficial, el PRI.

- Omitió información sobre la corrupción de Guillermo Carrillo Arena oculta por su nexos con el partido oficial y con el expresidente Miguel de la Madrid que magnificaron las consecuencias del terremoto de 1985.[137]
- Diversos documentales sobre la trayectoria histórica de Grupo Televisa han documentado numerosos casos de sesgo mediático, amarillismo, partidismo, e información imprecisa ofrecida con el objetivo de debilitar movimientos sociales y apoyar políticas autocráticas.[138][139] Esto se produjo tanto bajo gobiernos del PRI como con posterioridad al año 2000.[140]

### Guerra de Televisoras
- A mediados de 1996 se suscitó un escándalo "político-comercial" entre Televisa y TV Azteca. Ricardo Salinas Pliego, presidente de TV Azteca, recibió un préstamo por más de 29 millones de dólares para completar el pago de la privatización que el gobierno del Presidente Carlos Salinas de Gortari ofertaba, de la empresa paraestatal Imevisión. El dinero venía de Raúl Salinas de Gortari, hermano del Presidente, acusado por la autoría intelectual del asesinato de José Francisco Ruiz Massieu, enriquecimiento inexplicable, lavado de dinero y defraudación fiscal. Por otra parte, uno de los principales miembros de Televisa, Abraham Zabludovsky, compró junto con Raúl Salinas de Gortari y otros empresarios, la Compañía Mexicana de Autobuses MASA. Esto fue el punto de partida para aprovechar la comprometedora situación de las dos empresas y gritarse las dos, en periódicos, revistas y programas, los puntos oscuros de cada una de ellas. El semanario "Corre la Voz" publicó que la ira de Televisa era, en realidad, por el aumento en audiencia que había tenido TV Azteca. Además porque en 1993, ellos captaban sólo el 3% de la publicidad nacional, habiendo aumentado al 16%.[141]

### La "Ley Televisa"
- En octubre de 2002, el presidente Vicente Fox, tras negociaciones a puerta cerrada con Televisa y TV Azteca, decidió abrogar el Reglamento de la Ley Federal de Radio y Televisión (vigente desde 1973)[cita requerida] por el cual el gobierno disponía de un 12.5% del tiempo de transmisión.[cita requerida] La disminución de este tiempo fiscal del 12.5% al 1.25%, el Estado dejó de percibir casi 30 mil millones de pesos durante el sexenio de Vicente Fox. Por otro lado, Televisa ha sido el principal destinatario de la publicidad institucional del gobierno habiendo recibido en promedio el 15.39% del total del presupuesto de publicidad (frente al 2.47% que recibieron los medios públicos).[cita requerida]
- En 2006, la compañía se vio envuelta en la polémica aprobación de la Ley Televisa, que le concede libre de cargo el uso del espectro digital de frecuencias. Esta ley ha sido considerada por algunos un regalo de un bien público (el espectro digital de frecuencias) a un medio privado. Por otro lado han aumentado las acusaciones hacia Televisa de partidismo político en favor del partido gubernamental. La ley consagra la desregulación del espectro digital de facto en favor del duopolio mediático mexicano formado por Grupo Televisa y TV Azteca. Varios senadores que fueron miembros de la LIX Legislatura promovieron ante la Suprema Corte de Justicia de la Nación una acción de inconstitucionalidad, argumentado que dicha ley inhibe la competencia y fomenta el poder del duopolio televisivo mencionado anteriormente.
- El Instituto Mexicano de la Radio (Grupo IMER) no estuvo de acuerdo con la aprobación de esta ley. Grupo IMER alegaba que, si se aprobaba la ley, las estaciones del IMER desaparecerían del aire, por lo que se pronunciaron en contra de dicha ley y, como señal de protesta, todas las estaciones del IMER emitieron la misma canción durante todo un día (en comparación simbólica con "la única" canción que, en opinión de muchos periodistas, suponen las dos principales televisoras).
- En el aspecto de televisión de paga, la legislación actual contempla que todos los proveedores de este servicio deben brindar acceso a los canales de televisión abierta sin restricciones de ningún tipo. Sin embargo, la ley no ha sido aplicada en la práctica, por lo que Televisa goza de una posición dominante en determinados mercados de televisión por cable del país, así como en televisión satelital de paga. Debido a que la empresa ofrece un paquete completo que incluye la programación de su empresa hermana, ocasionando que los consumidores tengan que pagar precios abusivos y excesivos por canales abiertos que por ley deben ser transmitidos de forma abierta (como lo son aquellos propiedad de la misma Televisa), empresas independientes de televisión, como MVS Con Dish y Más TV, han adoptado la medida de no ofrecer en sus paquetes la señal de los canales abiertos correspondientes a Televisa, TV Azteca y Cadena Tres, por miedo a represalias por parte de dichas empresas que, como se menciona, goza de privilegios al ser uno de los medios que coadyuvan con algunos funcionarios importantes de distintos partidos y niveles de gobierno. Esto trae como consecuencia un mercado mexicano de televisión por cable fragmentado, por no poder transmitir los canales de televisión abierta empresas de cable ajenas a Televisa.[142]
- Debido a la inexistencia de una ley sobre la distribución de señales de televisión abierta vía televisión paga, el 14 de febrero de 2012, salieron de las empresas de cable afiliadas a PCTV, Cablemas, Megacable y Cablevision Monterrey (en parte propiedad de Televisa) los canales de TV Azteca, esto debido a que dicha empresa pretendía cobrar por sus señales de televisión abierta, y además incluir canales de TV paga en el paquete (al igual que Televisa), pero esto nunca ocurrió en los sistema Cablevisión D.F. y Sky, los canales no salieron, la tarifa no aumentó, y no entraron más canales a la parrilla de programación, por lo cual se cree, que esto fue un acuerdo entre ambas empresas, para aumentar las ventas del sistema VeTv de Sky, frente a su competidor Dish. Esta práctica terminó en 2013, con la Reforma de telecomunicaciones en México, que declaró que los canales de Televisa Las Estrellas y Canal 5 eran canales con más del 75% de cobertura, lo que significó que debían apegarse a las leyes del must-carry y must-offer. SKY, empresa de televisión satelital propiedad de Televisa, fue el menos afectado por esta reforma.
- Todos estos movimientos provocaron que Televisa experimentara una transición lenta y caótica a la televisión digital durante el apagón analógico en 2015. Pues mientras sus competidores ya se encontraban listos con sus transmisores y equipos digitales desde años atrás, Televisa seguía usando en su mayor parte transmisores analógicos en exclusiva en la mayor parte del país, con un número escaso de equivalentes digitales. Esto debido a los recursos invertidos en los movimientos anteriores. Por lo que tras el apagón la mayoría de las poblaciones experimentaron dificultades para continuar recibiendo las señales de la compañía en el nuevo formato digital. Situación que apenas (2018) están corrigiendo.

### Programación
- En 2004, se transmitió la serie de El privilegio de mandar que llegó a caricaturizar de manera ridícula a los políticos de México, dónde por mucho, el más ridiculizado era el candidato del PRD para la presidencia de la república de 2006 Andrés Manuel López Obrador vía el comediante Germán Ortega. Esta se volvió a transmitir en 2012, justo cuando hubo de nuevo elecciones para presidente y Andrés Manuel López Obrador fue candidato de nuevo. Por lo que en la temporada 2018, debido a las críticas, se decidió satirizar a todos los candidatos y partidos por igual.
- En 2010, derivado de varios sucesos noticiosos notables, Televisa recibió críticas después de que el comunicador Joaquín López-Dóriga anunciara el 17 de mayo la decisión de dejar de informar acerca de la desaparición de Diego Fernández de Cevallos por respeto a su vida a pesar de haber cubierto sin reservas casos similares en ocasiones anteriores.[143][144][145][146][147]

### Ataques al Diario Reforma
- La semana que comprendió del 6 al 10 de septiembre de 2010, el noticiero de Joaquín López-Dóriga, según expertos, se enfiló a un ataque mediático en el que exacerba la violencia gráfica y anuncios publicitarios de adultos del periódico Metro del Periódico Reforma. El noticiero nocturno usó hasta alrededor de 15 minutos relacionando los anuncios pagados por anunciantes de diario con el fomento a explotación sexual y trata de blancas, y las relacionó, según su reportero Santos Mondragón, con mafias del narcotráfico como medios de financiamiento. Hizo referencia al debate en España sobre el caso, para lo cual extrajo material de su archivo fílmico de meses pasados para "denunciar" el delito a través del grupo Reforma, criticando de manera insistente el uso de ese medio publicitario como vía y cómplice del delito.[148] El ataque contra Grupo Reforma a través de su noticiero fue en respuesta a la publicación que hizo el diario con relación a que se confirmó que la mayor parte de los espacios publicitarios, así como el quinto informe de gobierno del gobernador del Estado de México, Enrique Peña Nieto, fueron producidos por Televisa,[149] además de que el diario también criticó la venia de Cofetel en la concesión a crédito del espectro radioeléctrico para la nueva televisión digital terrestre y el cuádruple play (telefonía fija, telefonía celular, Internet, y TV de paga) de Televisa-Nextel[148] dejando a otros competidores fuera de las licitaciones. La crítica de Televisa detalló incluso, textualmente, los espacios publicitarios sin censura, subrayando que la violencia y sexo se desprenden únicamente del Diario Metro de Grupo Reforma; sin embargo, nunca mencionó, en ningún momento, publicaciones de la misma línea editorial como El Gráfico de El Universal y La Prensa, de circulación en la capital del país. Nótese que La Prensa, que pertenece a la Organización Editorial Mexicana de Mario Vázquez Raña, fue incluida dentro del evento de Televisa Iniciativa México. Diario Reforma, uno de los diarios con más alta credibilidad del país, no fue incluido.[148]

### Condonaciones fiscales
- En mayo de 2012, se hizo público que Televisa adeudaba al Servicio de Administración Tributaria mexicano (SAT) 3300 millones de pesos, por una deducción fiscal que hizo en 2005 que fue declarada ilegal. Televisa compró una empresa en pérdidas y pretendió desgravar las pérdidas en sus cuentas, para ahorrarse 3300 millones de pesos que no le correspondían.[150]

### Campañas electorales
- El 7 de junio de 2012, tres semanas antes de las elecciones federales donde se elegiría al presidente del país, el periódico londinense The Guardian publicó en primera plana un complot en el que se liga Televisa con el aspirante a la presidencia de la república Enrique Peña Nieto.[151] El diario londinense afirmó que habrían existido pagos de instancias administrativas ligadas al candidato, a Televisa, a cambio de una cobertura informativa favorable. Además los archivos examinados por el diario detallaban una estrategia para evitar que ganara Andrés Manuel López Obrador en elecciones federales en México de 2006, que involucraban también a Televisión Azteca y el expresidente de México Vicente Fox.
- Relacionado con lo anterior durante la campaña de las elecciones de 2012, el líder del movimiento progresista de izquierda Andrés Manuel López Obrador acusó a Grupo Televisa de patrocinar abiertamente al candidato del PRI Enrique Peña Nieto.

### Lavado de dinero
- El 20 de agosto de 2012, en Nicaragua fueron detenidos 18 presuntos empleados de la empresa, acusados de narcotráfico internacional, delincuencia organizada y lavado de dinero;[152] asimismo fueron aseguradas seis camionetas que ostentaban el logotipo del consorcio de medios[152] y contaban con equipo profesional de producción y transmisión televisiva,[153] registradas a nombre de la razón social Televisa S.A. de C.V.,[154] en las cuales eran transportados estupefacientes y 9.2 millones de dólares en efectivo. De acuerdo con aseveraciones de la propia televisora, las personas detenidas no pertenecen a Televisa, y los vehículos fueron registrados con documentos falsos ante la Secretaría de Transportes y Vialidad del Distrito Federal.[155] Supuestamente la papelería utilizada en estas falsificaciones (sobre todo algunas tarjetas de presentación y hojas membretadas) involucraban al reportero Amador Narcia quien misteriosamente después de este escándalo desaparece de los reflectores de Noticieros Televisa.

### Controversia del Terremoto de Puebla de 2017
El 19 de septiembre del año 2017, un terremoto de magnitud Mw = 7‚1 cuyo epicentro fue a un kilómetro de la localidad de San Felipe Ayutla en el estado de Puebla, causando fuertes daños estructurales y colapsos en varios edificios de la Ciudad de México y provocando multiples daños y pérdidas materiales y humanas, comparables a los del terremoto de Michoacán de 1985. En dado momento, se llegó a reportar la existencia una niña de nombre Frida Sofía atrapada con vida junto a otros 5 niños más debajo de los escombros de la escuela primaria Enrique Rebsamen, la cual se encontraba completamente colapsada. El caso recibió amplia cobertura mediática especialmente por Noticieros Televisa al haber realizado reportajes en vivo de hasta 16 horas con tal de darle cobertura a dicho caso.Al final, la Secretaria de Marina confirma que se revisó con rescatistas y autoridades del colegio Enrique Rebsamen y anuncia la inexistencia de la niña Frida Sofía. Ante esto, medios de comunicación de periodismo como Aristegui Noticias y el periódico New York Times comienzan a desmentir el caso de Frida Sofía, detectan inconsistencias sobre sus datos como su edad, su ubicación, la existencia de otros niños con ella así como datos sobre su rescate, los cuales estaban en constante cambio en los reportajes, y este último rastrea la aparición en medios de Frida Sofía hasta Noticieros Televisa a través de su periodista Danielle Dithurbide, mismos que ganaron notoriedad en el caso de Frida Sofía por su amplia cobertura mediática sobre el supuesto rescate. Todo esto le valió duras críticas tanto a Televisa como a Noticieros Televisa, así como a la misma Danielle Dithurbide, causando fuertes reacciones en redes sociales y llegando a comparar el caso con el del niño Luis Ramón Nafarrete Maldonado, apodado mediáticamente como «Monchito» del terremoto de 1985.

### InvestigaciónTelevisaLeaks
En abril de 2025, una investigación del periódico Aristegui Noticias reveló que un grupo de personas de Televisa y de la empresa Metrics to index habían organizado campañas de promoción y desprestigio en torno a varios individuos. El reportaje afirmó que estas campañas buscaban promover la candidatura de Arturo Zaldívar a presidente de la Suprema Corte, así como perjudicar a Carlos Slim, la propia Cármen Aristegui y Aristegui Noticias, y un magistrado del poder judicial de la Ciudad de México, en este último caso fabricando denuncias de abuso sexual.

## Logotipos
El logotipo original de Televisa fue diseñado por el arquitecto Pedro Ramírez Vázquez en 1973 y simboliza el ojo del hombre que observa al mundo a través de la pantalla de la televisión.
- 8 de enero de 1973 - 31 de diciembre de 2000: El logotipo creado por Pedro Ramírez Vázquez para representar a la empresa, consiste en 10 líneas horizontales formando un óvalo.
- 1 de enero de 2001 - 16 de enero de 2016: En este año el logotipo sufre algunas transformaciones el número de líneas horizontales pasa a ser de 10 a 8 con una esfera en el centro y por primera vez, se añade el texto "Televisa" en fuente Helvética Black. Los colores de la emisora son azul, rojo, amarillo y anaranjado, en casi todas las unidades móviles de Televisa se pueden observar los colores. El logo representa el ojo del hombre que observa al mundo desde la pantalla de televisión.
- 16 de enero de 2016 - presente: A partir de esta fecha el logotipo se renueva, eliminando la esfera del centro y unificando el color del logo, pero la palabra "Televisa" sigue ahí. En redes sociales, y sitios web de la empresa el logotipo lleva el color blanco en las líneas, y de fondo un color acorde a cada subdivisión de la empresa. En televisión el logotipo es de color naranja sin la esfera en el centro.